# أندرتيكر
مارك ويليام كالاوي (من مواليد 24 مارس 1965)، المعروف باسم الحلبة أندرتيكر (بالإنجليزية: The Undertaker)‏، هو مصارع أمريكي محترف مُعتزل حالياً ولازال يعمل حالياً مع دبليو دبليو إي.
بدأ الأندرتيكر مسيرته للمصارعة في اتحاد USWA في عام 1987، وانضم بعد ذلك إلى اتحاد ورلد تشامبيونشيب ريسلينغ WCW في عام 1989، في عام 1990 لم يجدد اتحاد ورلد تشامبيونشيب ريسلينغ عقده مع الأندرتيكر، في نوفمبر من نفس العام انضم كالوي إلى اتحاد WWE) WWF حالياً)، يعتبر الأندرتيكر سابقاً أحد أكبر مصارعي الاتحاد، وهو المصارع الوحيد الذي ظهر في أول حلقة من راو وهو لازال يعمل مع الاتحاد حتى يومنا هذا، بطل العالم 7 مرات (حصل على حزام الاتحاد 4 مرات، وحزام العالم للوزن الثقيل 3 مرات)
وحصل على بطولة الهاردكورد وبطولة الثنائي ست مرات وبطولة USWA Texas Title وبطولة USWA Unified Heavyweight
بطل رويال رامبل 2007 خسر مبارتين فقط برسلمينا برصيد (2–25) ويعتبر عند الكثير أفضل مصارع مر بتاريخ المصارعة الحرة بصفة عامة wwf،wwe وهو يعتبر من أشهر مصارعي العالم ويتصل اسم الأندرتيكر بعدة مباريات دموية مثل زنزانه الجحيم ومبارة النيران والتابوت ومباريات الدفن حي. كما يلقب الآن بلظاهرة ويعتبر من أعظم المصارعين في تاريخ المصارعة وWWE على حد سواء.

## مسيرته المهنية

### بداية مسيرته (1987–1990)
ظهر في اتحاد بطولة العالم للمصارعة WCW تحت اسم «تكساس ريد»، صارع وخسر أول مباراة له ضد المصارع بريزر برودي، في عام 1988 بعد سنة ترك WCWA، بعد المصارعة الحرة ملك الحلبة زعم البطولات الـWCCW انضم إلى اتحاد CWA (الذي أصبح لاحقاً USWA) وصارع فيه بعدة شخصيات، في الأول من أبريل في عام 1989 حصل على أول حزام للمحترفين، حزام USWA Unified World Heavyweight Championship
بعد فوزه على جيري «ذا كينج» لولير، تحت اسم " Master Of Pain".و تحت اسم " The Punisher" وفي الخامس من أكتوبر 1989 فاز بـ WCWA Texas Heavyweight Championship بعد فوزه على إيرك إمبري.
أول ظهور معروف له كان في اتحاد بطولة العالم للمصارعة عندما عرف هناك باسم " Mean Mark Callous "، صارع في فريق (the Skyscrapers–ناطحات السحاب) مع المصارع دان سبيفي وبمدير الأعمال تيدي لونج.
دخل الفريق عداوة ضد فريق " the Road Warriors " واستطاعوا هزيمتهم، ليس في المباراة ولكن عندما ضربوهم بعدها، في ذلك الوقت، لم يستطع أي أحد السيطرة على ذا رود واريورز قبلهم... ويبدوا أنه كان مخطط لفريق " the Skyscrapers " أن يحصلوا على دفعة قوية، لكن العضو الثاني في الفريق دان سبيفي ترك الـWCW قبل أنتهاءالعداوة.
بعد ذلك، وبإدارة بول هيمان، شق كالوي طريقه من خلال بعض المصارعين مثل براين بيلمان وجوني آيس.
أشهر مبارياته في بطولة العالم للمصارعة مباراته ضد لوكس لوجر على بطولة NWA United States Championship في مهرجان The Great Amrican Bash، الذي خسر فيها بعد أن نفذ لوجر حركة كلوثز لاين عليه وثبته.
رفض اتحاد بطولة العالم للمصارعة تجديد عقده بعد هزيمته في مباراة غير متلفزة من المصارع الأسطورة ستينج في الأول من سبتمبر عام 1990 في الـHouse Show.
بعد ذلك صارع في NJ قليلا باسم ""Mean" Mark Callous، إلى أن وقّع عقداً مع اتحاد الـ WWF في أواخر عام 1990.

### عداواته الأولى (1990–1995)
بدا الاندرتيكر كعضو في فريق تيد دبياسي في سيرفايفر سيريس 4 وبدا طريقه للفوز بدون أي هزيمة في الاتحاد لمدة عام كامل حتى أصبح المرشح الأول لحزام هولك هوجان، واجه تيكر هوجان في سيرفايفر سيريس واستطاع الفوز بالحزام ولكن لم يدم احتفاظه بالحزام طويلا بعد أن خسره على يد هوجان بعدها باسبوع، بعد أن خسر حليف الأندرتيكر جيك بهاري مبارته ضد راندي سافاج في Saturday Night's Main Event، حاول جيك ضرب مديرة أعمال وزوجة راندي سافاج ادي سينجر بالكرسي، ولكن الأندرتيكر منعه من ذلك، مما جعل الأندرتيكر يتحول إلى مصارع محبوب في السيناريو، هزم الأندرتيكر جيك روبرتس في Wrestmania VIII. ثم دخل في عداوات مع مصارعي مدير الأعمال هارفي ويبلمان في عامي 1992–1993... ولعل أكثر تلك العداوات بروزاً هي ضد المصارع كامالا، الذي واجهه وهزمه في أول مباراة تابوت متلفزة في مهرجان Surviver Series، والمصارع العملاق جاينت قانزولاس الذي واجهه الأندرتيكر أيضاً في Wrestlmania IX وهزمه بالـDQ، وهزمه مرة أخرى بالثبيت في مهرجان Summer Slam في نفس السنة.
في نوفمبر من العام 1993، تحدى الأندرتيكر بطل الـWWE في ذلك الوقت الضخم ياكوزونا في مباراة التابوت في مهرجان Royal Rumble، واستطاع ياكوزونا إدخال الأندرتيكر في التابوت بمساعدة العديد من المصارعين المكروهين والفوز عليه، بعد المباراة ظهر الأندرتيكر في الشاشة ليحذر الجميع أنه سيعود للانتقام، في الحقيقة الأندرتيكر كان يعاني إصابة شديدة في ظهره، وكان يحتاج لبعض الوقت للراحة...
بعد مهرجان Wrestlmania X الذي لم يشارك فيه الأندرتيكر، تيد ديباسي جاء بالأندرتيكر من جديد، ولكنه لم يكن الأندرتيكر الحقيقي، الذي لعب هذا الدور كان المصارع براين لي وسُمي فيما بعد بالـUnderTaker، ليظهر الأندرتيكر من جديد في مهرجان Summer Slam 94 بعد أن أعلن بول بير عن عودته قبل ذلك، غيّر الأندرتيكر قفازته وحذائه إلى اللون اللبنفسجي، كانت المباراة بين الأندرتيكر الحقيقي ضد الأندرتيكر المزيف، وفاز الحقيقي بعد تنفيذ 3 تومبستون، في Surviver Series 94 تمت إعادة المباراة بينه وبين ياكوزونا–مباراة التابوت–، وكان ممثل الأكشن المعروف شوك نوريس يحرس الحلبة ليمنع أي تدخل في المباراة، وفعلاً حاول كل من كينج كونج بوندي وبام بام بيقلو و Irwin R. Schyster ذلك لكنه منعهم، وفاز الأندرتيكر في المباراة بعد تنفيذ حركة بيج بوت على ياكازونا وإسقاطه في التابوت واغلاقه.
في 1995 دخل الأندرتيكر عداوات متعددة مع تيد ديباسي وأعوانه، في Wrestlmania XI واجه الأندرتيكر المصارع كينج كونج بوندي، بينما سرق كاما مصطفى جرة الأندرتيكر التي تمده بالقوة (في السيناريو)، وحولها إلى عقد ذهبي كبير، نتيجة لذلك واجه الاثنان بعضهما في مهرجان Summer Slam 95
ليفوز على كاما في مباراة التابوت ويسترجع جرته مجدداً.
بعد عدة أسابيع، أصيب الأندرتيكر إصابة في عظم الحاجب قرب العين، وأجريت له عملية وابتعد عن المصارعة لفترة، حتى عاد Surviver Series.

### سيد الظلام (1996–1999)

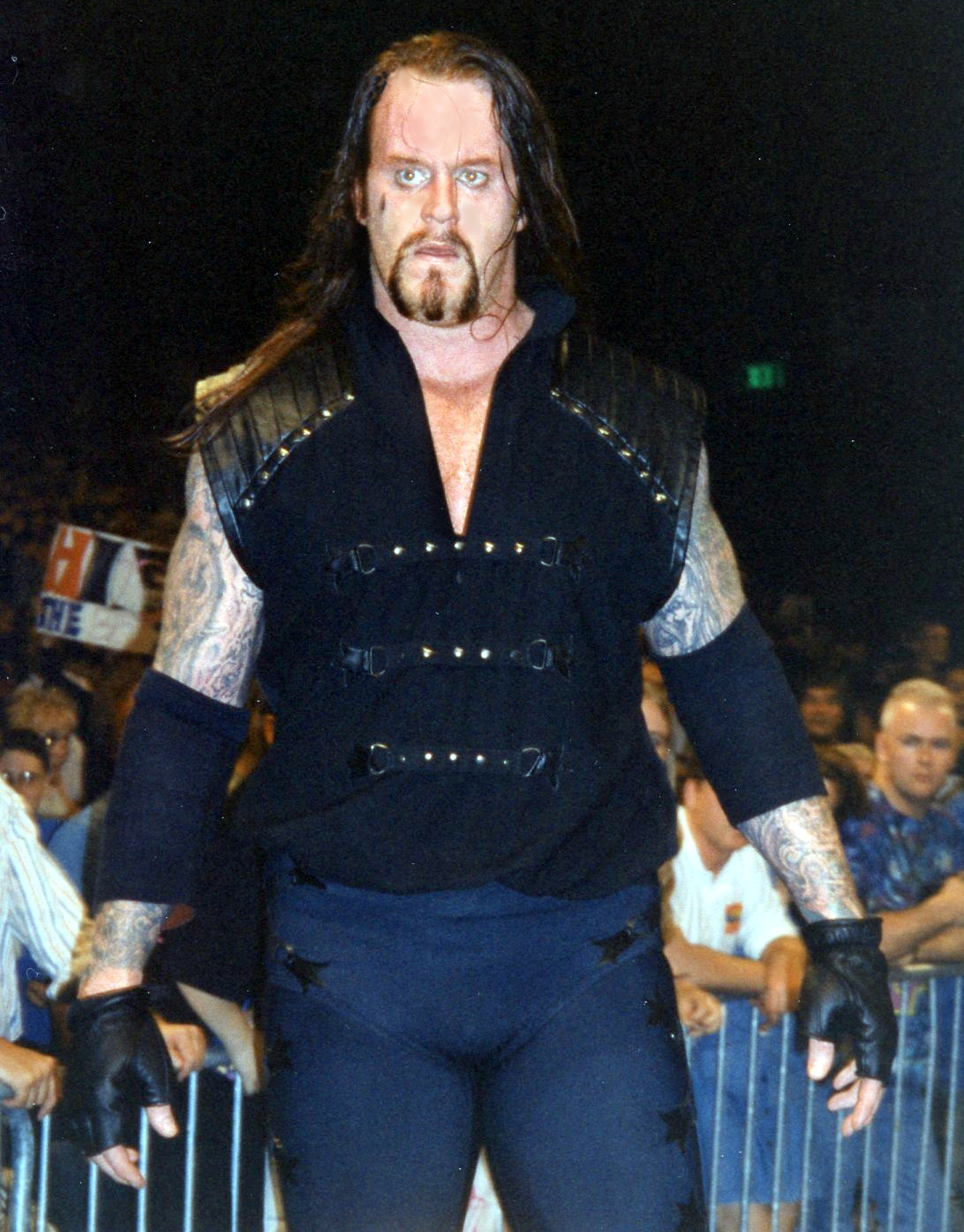
أندرتيكر في عام 1997

مع دخول عام 1996 كان الأندرتيكر في مواجهه مع بريت هارت وخسر الأندرتيكر المباراة بعد دخول الديزل «كيفن ناش» وضربه الأندرتيكر وبعد شهر من المباراة كان الديزل في مواجهه مع بريت هارت على الحزام وظهر الأندرتيكر من أسفل الحلبة وقام بضرب الديزل وخسر الديزل المباراة. ولنهاية هذه المواجهة تم عمل مباراة بين العملاقين واستطاع الأندرتيكر هزيمة الديزل في مباراة من أجمل مباريات الريسلمانيا. ودخل الأندرتيكر بعد ذلك في عداوة شهيرة كان يحبها الجماهير جداً وينتظرون مبارياتها بفارغ الصبر وكانت مع إسطوره الهارد كور «مان كايند» ودخلا في معارك قويه وشهيرة ومنها مباراة الغرف التي كانت بكواليس الاتحاد والفائز يصل إلى بول بيرر أولًا وبالفعل كان الأندرتيكر على وشك الفوز بالمباراة ولكن حدثت الخيانة من بول بيرر وفاز مان كايند بالمباراة وأصبح بول بيرر هو المدير الخاص بمان كايند. ولم يهدأ الأندرتيكر ودخل في مباراة أخرى من نوع «الدفن حياً» مع مان كايند واستطاع هزيمة مان كايند ودفنه حياً. ولعبوا مباراة ثالثه فاصله لإنهاء العداوة بينهم واستطاع الأندرتيكر الفوز بها. وفي عام 1997 فاز الأندرتيكر بحزام الاتحاد للمرة الثانية بعد فوزه على سايكو سيد. وبعدها ظهر بول بيرر في الشاشة وأعلن أن الأندرتيكر حرق منزل عائلته وقتل كل من كان فيه إلا أخيه «كين» وقال أنه سيحضر «كين» لينتقم من الأندرتيكر. ولعب الأندرتيكر عده مباريات أمام فاروق وستون كولد وفيدر. ولعب مباراة أمام بريت هارت على حزام الاتحاد وضربه شون مايكل بالخطأ في تلك المباراة وخسر الأندرتيكر الحزام وهنا أعلن أنه يريد مباراة من نوع «جحيم في القفص» أمام شون مايكل وتم قبول العرض. وأثناء المباراة والأندرتيكر قريب من الفوز دخل أخيه «كين» وكسر باب القفص وقام بعمل حركة «التومب ستون» أو «شاهد القبر» ليفوز شون مايكل بالمباراة. وبعد عده أسابيع طلب بول بيرر من الأندرتيكر أن يقابل أخيه «كين» في مباراة ولكن كان الأندرتيكر يرفض كل مره وقال أنه لن يضرب أخيه أو يقف أمامه في أي مباراة. ولعب الأندرتيكر أمام شون مايكل مباراة «تابوت» وتدخل «كين» وخسر الأندرتيكر المباراة. وقام كين بحرق التابوت الذي به الأندرتيكر ولكن عند فتح التابوت لم يجدوا الأندرتيكر به. وبعد شهرين من الغياب عاد الأندرتيكر أكثر شراسة وقام بهزيمة «كين» في أول مباراة بينهم بعد تنفيذ ثلاث حركات من حركته الشهيرة «التومب ستون». وبعد ذلك لعبوا سويا مباراة إعادة من نوع «الجحيم» وهي حلبه محاطة بالنيران والمصارع الذي تلمسه النيران يصبح مهزوماً.
وفاز الأندرتيكر مره أخرى بعد إشعال النيران في يد أخيه كين. وفي مباراة ثالثه الفائز بها يلعب على حزام الاتحاد تدخل مان كايند لصالح كين وخسر الأندرتيكر المباراة وتم عمل مباراة بينهم من نوع «جحيم في القفص» وتعتبر تلك المباراة من أقوى وأشرس المباريات في تاريخ الإتحاد العالمي للمصارعة بعد سقوط مان كايند من ارتفاع 16 قدم ليسقط على منضده التعليق ليفوز بالمباراة. وبعد ذلك لعب الأندرتيكر وستون كولد كفريق وفازوا على كين ومان كايند وحصل على أحزمه الاتحاد للزوجي ولكن لم يكن هناك صداقه بين الأندرتيكر وستون كولد. وبعد أسبوعان خسرا أحزمه الزوجي لصالح كين ومان كايند. ودخل الأندرتيكر ليلعب على حزام الاتحاد والذي كان بحوزه ستون كولد ولم يفز الأندرتيكر بالمباراة ولعب مباراة ثلاثية على الحزام بعد ذلك وكان الثالث هو كين وقام الاثنان بتثبيت ستون كولد وتم سحب الحزام وعمل مباراة بين الأندرتيكر وكين على الحزام والحكم فيها هو ستون كولد وقام ستون كولد بضرب الاثنان وإلقاؤهم خارج الحلبة ليعلن عدم وجود فائز. وبعد يومان تحول الأندرتيكر إلى شخصيه شريرة وتعاون مع مديره القديم بول بيرر لعمل فريق الظلام الذي سيكتسح أي شخص أمامها وقام الأندرتيكر بضرب أخيه كين وهزيمته في منافسات على الحزام ولكن تدخل كين في مباراة الأندرتيكر أمام الروك في نفس الليلة وجعله يخسر المباراة. وفي يناير 1999 عاد الأندرتيكر وأصبح جاهزاً لتأسيس فريق الظلام ليصبح شريكاً مع فريق المؤسسة الذي كان يتزعمه شين ماكمان في هذا الوقت. ولعب الأندرتيكر أمام أوستن مباراة على حزام الاتحاد وفاز بالحزام للمرة الثالثة في تاريخه بعد مساعده من شين ماكمان. ولكن خسره بعد فتره أمام أوستن. وازدادت علاقته سوءاً مع شين وأبيه فينس ماكمان وتم حل الفريق في النهاية وعاد الأندرتيكر للعب على أحزمه الزوجي وكان صديقه في هذه الفترة هو البيج شو. ولكن أصيب بعد فتره وأخبر فينس ماكمان أنه اعتزل المصارعة ولن يعود مره أخرى. ولكن ضغط ماكمان على الأندرتيكر وأعلن أن عودته ستكون في الريسلمانيا عام 2000 ولكن الإصابة بقيت مده أطول ولم يعد الأندرتيكر في هذا الوقت.

### ذا أميريكان باد آس وبيج إيفيل (2000–2003)

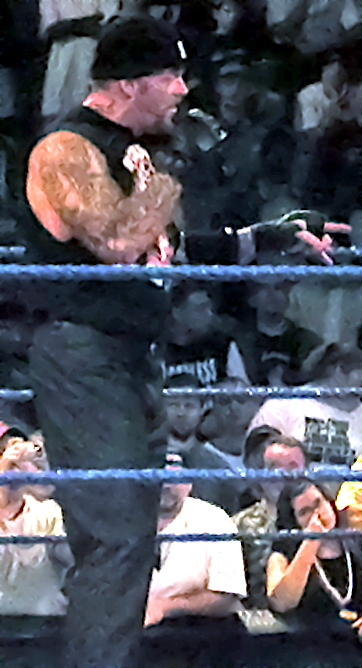
أندرتيكر بشخصية "بيج إيفيل"

في مهرجان " Judgment Day 2000 " عاد الأندرتيكر بشخصيه جديدة فركب دراجة بخارية وارتدى جينز وبالطو أسود طويل وأصبح ممتلئ قليلًا.
وقام الأندرتيكر بمساعدة الروك ضد تربل اتش وفريقه وقام بضرب اتش وعمل «التومب ستون» وكان شون مايكل الحكم فقام بإلغاء المباراة. ولعب الأندرتيكر مع الروك وكين ضد تربل اتش وعائله ماكمان وفاز الأندرتيكر وفريقه بالمباراة. ولعب الأندرتيكر وكين كفريق وحصلا على أحزمه التاج تيم من إيدج وكريستيان ولكن خسروه مره أخرى بعد قيام كين بخيانة الأندرتيكر. وتم عمل مباراة بينهم وانتهت بلا فائز بعد قيام الأندرتيكر بخلع قناع كين وهروب كين خارج الحلبة. وبعد فتره من المباريات. تصالح الأندرتيكر مع كين ليعلنا عن عوده أخوة الدمار وبالفعل لعبوا على أحزمه التاج تيم وفازا بها. ولعب الأندرتيكر مباراة أمام تربل اتش في الريسلمانيا وفاز الأندرتيكر. ودخل الأندرتيكر وأخيه كين في عداوة أمام تربل اتش وستون كولد. ولكنهم خسروا المباراة بعد إصابة كين ولعب الأندرتيكر في مباراة أمام ستون كولد على حزام الاتحاد ولكنه خسرها. ولعب الأندرتيكر وكين أمام دالاس وكريس كانيون وفازا عليهم وحصلا على أحزمه الزوجي بإتحاد «الدبليو سي دبليو» بعد انضمامه ليصبحا أول فريق يفوز بأحزمة الاتحاد العالمي للمصارعة واتحاد «الدبليو سي دبليو» سوياً. وبعد فترة دخل الروك في عداوة مع الأندرتيكر وخسر الأندرتيكر المباراة بعد دخول ريك فلير وضربه الأندرتيكر وطلب مباراة بينهم وبالفعل تمت المباراة وفاز الأندرتيكر في مهرجان الأحلام. وفاز بعد ذلك على ستون كولد لينال الفرصة للعب على الحزام وفعلاً لعب على الحزام أما بطل الاتحاد في ذلك الوقت هالك هوجان واستطاع الأندرتيكر الفوز على هوجان ليفوز بالحزام للمرة الرابعة في تاريخه. وفاز بعد ذلك على جيف هاردي في مباراة من نوع «السلم» وكانت مباراة رائعة بين الاثنان ولكنه خسر الحزام في مباراة ثلاثية لصالح الروك. وانتقل بعد ذلك الأندرتيكر من الراو إلى السماك داون. وهناك وجد وحشاً وهو بروك ليسنر ودخل الأندرتيكر في عداوة مع بروك ليسنر وانتهت المباراة الأولى بينهم بلا فائز. ولعب الأندرتيكر المباراة الثانية في القفص وكان يلعب الأندرتيكر بذراع مكسور وخسر المباراة. وأصيب الأندرتيكر بعد ذلك وغاب لفترة. وعاد الأندرتيكر في مباراة الرويال ريمبل ولكن خسر المباراة بعد إلقاؤه من فوق الحبال بواسطة بروك ليسنر ليفوز ليسنر بالمباراة. ولعب الأندرتيكر ضد البيج شو وفاز عليه ثم فاز عليه مره أخرى في مهرجان الأحلام. ودخل الأندرتيكر في منافسات على حزام الاتحاد بعد ذلك وفي مباراة له أمام ليسنر. فاز ليسنر بمساعده من فينس ماكمان رئيس الإتحاد. ولتبدأ عداوة بين ماكمان والأندرتيكر ويكون بينهم مباراة من نوع «الدفن حياً» وخسر الأندرتيكر المباراة بعد دخول كين وإلقاؤه في الحفرة ووضع الرمال عليه. ليغيب الأندرتيكر لفترة.

### عودة الرجل الميت وعداوته مع راندي أورتن (2004–2005)

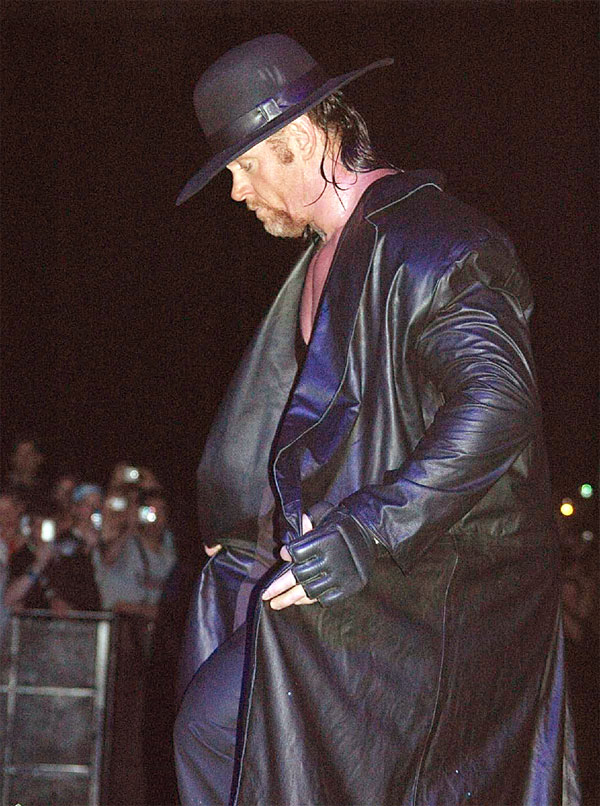
الأندرتيكر يدخل الحلبة عام 2004

عاد بشخصيته القديمة«الرجل الميت» وكان معه بول بيرر واستطاع الأندرتيكر الفوز على كين في ثماني دقائق. ولعب أمام الدادلز وكان بول بيرر معلق في الأسمنت وقام الأندرتيكر بعد فوزه بالمباراة بسحب الأسمنت على بول بيرر وكان مقرر عوده بول بيرر ولكنه أصيب وصحته ازدادت سوءاً فلم يعد مره أخرى للإتحاد. وحاول الأندرتيكر الوصول لحزام الاتحاد وبالفعل دخل في عداوة مع براد شو بطل الاتحاد ولكن خسر الأندرتيكر المباريات بعد عدة خيانات من عدة مصارعين كانو يعملو مع براد شو. وبعد فتره طلب راندي أورتن من الأندرتيكر مباراة في مهرجان الأحلام. ووافق الأندرتيكر على المباراة وفاز بها أيضا بعد عمل «التومب ستون» في أورتن واستمر مسلسل العداوة بينهم مستمر وتقابلا مره أخرى في السمر سلام ولكن خسر الأندرتيكر المباراة بعد مساعده من بوب أورتن والد راندي أورتن. ولم يهدا الأندرتيكر وفاز في إحدى مباريات السماك داون على أورتن وطلب أورتن مباراة في مهرجان «النو ميرسي» وبالفعل تم عمل «مباراة التابوت» وتكون الأندرتيكر ضد راندي وبوب أورتن. وفاز راندى ي أورتن ووالده وقاما بإلقاء الأندرتيكر داخل التابوت وإشعال النار فيه ليعلنا أن الأندرتيكر انتهى ولن يعود للإتحاد مره أخرى. ولكن عاد الأندرتيكر ولعب مع أورتن مباراة من نوع «جحيم في القفص» وفاز على أورتن وقضى عليه في المباراة.

### عودة أخوة الدمار (2006–2007)

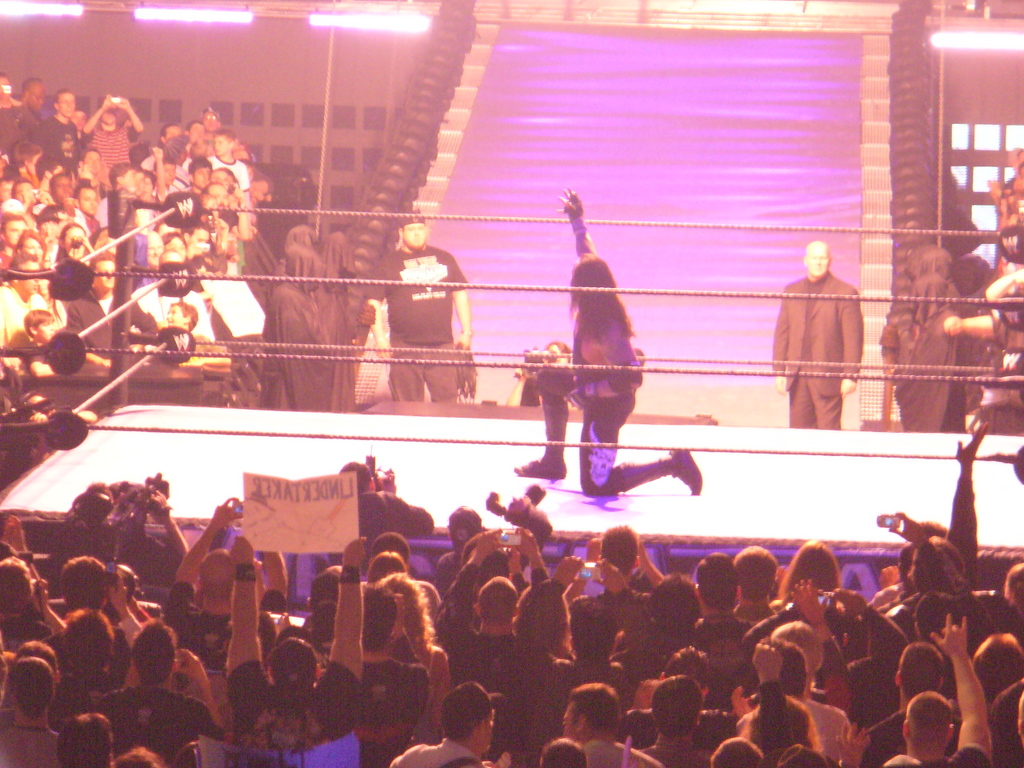
أندرتيكر بعد فوزه على مارك هنري في راسيل مانيا 22 عام 2006

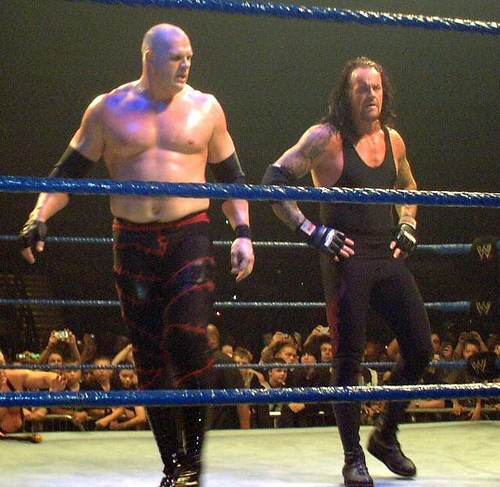
الأندرتيكر وكين (أخوة الدمار) في عرض سماك داون.

لعب الأندرتيكر ضد بطل الولايات المتحدة آنذاك كين كينيدي في مهرجان No Mercy 06 لكن المباراة انتهت بـDQ بعد أن ضرب الأندرتيكر كينيدي بالحزام، في الثالث من نوفمبر في عرض سماك داون، اتّحد الأندرتيكر مع كين وأعادا تكوين فرقو أخوة الدمار لأول مرة منذ 5 سنين، ولعبوا ضد كين كينيدي وMVP الذي كان كين في عداوة معه ذلك الوقت، هزم كينيدي الأندرتيكر في مهرجان Surviver Series في مباراة من نوع First Blood بعد أن تدخل MVP، هزم الأندرتيكر مستر كينيدي أخيراً في مباراة من نوع Last Ride Match في Armageddon 06 بعد أن نفذ حركة شوك سلام وتومبستون على أعلى السيارة على كينيدي وأدخله السيارة، تابع الاثنان العداوة حتى عام 2007 عندما كلّف كينيدي الأندرتيكر مباراتان على لقب المصنف الأول.
ل وقاموا بحمل الأندرتيكر لخارج الحلبة، في الحقيقة كان الأندرتيكر يعاني من عدة إصابات في يده وكانت تحتاج إلى الجراحة، لكن الاتحاد لم يكن يريد أن يكسر شخصية الأندرتيكر وجعله يسلّم الحزام بسهولة، في الوقت الذي كان الأندرتيكر يشفى من الإصابة، حطّم مارك هنري عدة من المصارعين الصغار، وتفاخر بعد ذلك بما فعله بالأندرتيكر، ليمهد لعودة الأندرتيكر، عاد الأندرتيكر في مهرجان Unforgivin 07 ليهزم مارك هنري بعد تنفيذ حركة Last Ride من الزاوية، وهزمه مرة أخرة في عرضي السماك داون التاليين بعد تنفيذ حركة Choke Slam، الأندرتيكر وباتيستا استأنفا عداوتهما في مهرجان Cyber Sunday 07 عندما اختار الجمهور المصارع ستيف أوستن كحكم خاص على المباراة، وانتهت المباراة بفوز باتستا وبقاء الحزام عنده بعد تنفيذ حركة Batista Bomb مرتان متتاليتان على الأندرتيكر ليصبح نتيجة مباراياتهما 1–2–1، تصارع الاثنان مرة أخرى في مباراة من نوع Hell In A Cell في مهرجان Surviver Series 07 وتدخل إيدج في المباراة بعد عودته من الإصابة، وقام بضرب الأندرتيكر بالكاميرا والكرسي ويسحب باتيستا الذي كان مغميّا عليه ويضعه فوق الأندرتيكر وثبّت الحكم وفاز باتستا، نتيجة لذلك نفذ الأندرتيكر حركة Tombstone على مديرة عرض السماك داون فيكي جريرو، في الاسبوع التالي كانت فيكي جريرو في المستشفى بسبب حركة الأندرتيكر، مما جعل مساعد مديرة العرض ثيدر لونج يحدّد مباراة من نوع Triple Threat Match على حزام الوزن الثقيل في مهرجان Armageddon، في ذلك المهرجان استطاع إيدج الفوز في المباراة وانتقل الحزام إليه بعد أن نفذ الأندرتيكر تومب ستون على باتستا ثم تلقّى ضربة بالكرسي من إيدج، ليثبت إيدج باتستا، في الرابع من يونيو في عرض السماك داون نافس الأندرتيكر في منافسة Beat The Clock وكانت هذه الممنافسة على لقب المصنف الأول للعب على الحزام في مهرجان Royal Rumble 08، وكانت مباراة الأندرتيكر ضد مارك هنري، والحكم الخاص في المباراة هو المصارع مات ستريكر، نفذ الأندرتيكر حركة شوك سلام على هنري ولكن ستريكر امتنع عن العد، نتيجة لذلك لم يفز الأندرتيكر في المنافسة، لاحقاً في نفس الليلة تدخل الأندرتيكر وباتستا في مباراة ري ميستيريو لمساعدته في الفوز في المنافسة، واستطاع مستيريو هزيمة صاحب الحزام نفسه... إيدج، ولكن فشل مستيريو في انتزاع الحزام من إيدج في المهرجان، ناقس الأندرتيكر في مباراة الحدث الرئيسي، ودخل الرقم 1 في المباراة، ولكنه أُخرج من المصارع الذي أخرجه هو السنة الماضية... شون مايكل.
بعد شهر من ذلك في مهرجان No Way Out 08 هزم الأندرتيكر كل من باتستا، فينلي، جريت كالي، بيج دادي في و MVP في Elimination Chamber، ليصبح المصنف الأول على الحزام في رسلمينيا24، هزم الأندرتيكر إيدج في رسلمينيا لينتزع الحزام منه بعد أن استسلم إيدج من حركة بوابة الجحيم، ويحافظ الأندرتيكر على رصيده المثالي في رسلمينيا 16–0، في إعادة المباراة بمهرجان Backlash 08 استطاع الأندرتيكر الفوز مرة أخرى، في عرض السماك داون، قامت فيكي جيريرو مديرة عرض السماك داون بسحب الحزام من الأندرتيكر كما حضرت عليه استعمال حركة بوابة الجحيم زاعمة أنها تؤذي المصارعين، صارع الأندرتيكر إيدج مرة أخرة في مهرجان BACKLASH
واستطاع التغلب عليه بالعد، ولكن لم يعط الحزام للأندرتيكر لأنه لا ينتقل الحزام إلّا بعد انتهاء المباراة بالتثبيت أو الاستسلام، واجه الاثنان بعضهما مرة أخرى على اللقب في مهرجان One Night Stand 08 في مباراة من نوع TLC، وكانت من شروط المباراة التي وضعتها فيكي جريرو أنه إذا خسر الأندرتيكر سيطرد من الاتحاد، وخسر الأندرتيكر في المباراة بعد تدخل الـLa Familia.

### العودة والانتقام (2008–2009)

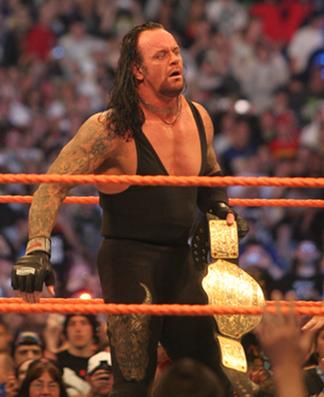
أندرتيكر بعد فوزه على إيدج في ريسلمانيا 24 في عام 2008

في عرض السماك داون بتاريخ 25/7 أعلنت فيكي جريرو أنها أعادت الأندرتيكر إلى الاتحاد بغية الانتقام من إيدج بعد خيانته، وقد حددت بينهما مباراة من نوع Hell In A Cell في مهرجان Summer Slam 08.
في تاريخ 18/8 وبالتحديد في مهرجان Summer Slam 08 اقيمت المباراة المحددة بين إيدج والأندرتيكر وفاز فيها الأندرتيكر بعد المباراة قام الأندرتيكر بعمل حركة شوك سلام على إيدج من أعلى السلّم بعد أن قال له (سوف ترجع إلى الجحيم للأسفل) وانكسرت الحلبة على إيدج.
دخل الأندرتيكر بعدها في عداوة ضد بيج شو.... واستطاع بيج شو التغلب على الأندرتيكر في No Mercy 08 بعد
أن قرر الحكم ان الأندرتيكر لا يستطيع متابعة المباراة، وفي مهرجان Cyber Sunday من نفس العام الأندرتيكر هزم بيج شو في مباراة من نوع Last Man Standing بعد أن نفذ التيكر حركة Hell's Gate، ثم تواجه الاثنان
في مهرجان Survivor Series 08 استطاع الأندرتيكر هزيمة بيج شو مرة أخرى في مباراة التابوت.
تواجه الأندرتيكر مع بيج شو مرة أخرى في الـRoyal Rumble 09 وقام التيكر بإخراج بيج شو من المباراة
لكن بيج شو غضب وقام بالتدخل ضد الأندرتيكر وإخراجه من المباراة، ثم شارك الأندرتيكر في مباراة
الـElimination Chamber في مهرجان No Way Out 09 وكان أحد آخر مصارعين بقوا في الحلبة، لكن تربل اتش قام بتثبيته وفاز تربل اتش في المباراة.
في عرض راو بتاريخ 2/3/2009، تواجه شون مايكل ضد المصارع الروسي فلادمير كازلوف وكان الفائز في المباراة يواجه الأندرتيكر في مهرجان رسلمنيا 25 وفاز شون مايكل بالمباراة ليواجه الأندرتيكر في المهرجان..
توالت الأحداث بينهم في عروض راو وسماكداون، وقد حُدّدت المباراة بينهم في الرسلمينيا (كانت هذه المباراة أول مباراة تحدد بين الاثنين من نوع واحد ضد واحد منذ أكثر من 10 سنين)، في الرسلمينيا 25...استمرت المباراة لأكثر من 30 دقيقة وانتهت بفوز صعب لـ أندرتيكر على شون مايكل، ليحافظ الأندرتيكر علي رصيده في مهرجان رسلمنيا خالياً من الهزائم ويسجل الانتصار السابع عشر له في المهرجان علي حساب شون مايكل.
اختفى الأندرتيكر عن الشاشات بعد الرسلمينيا لفترة 4 شهور، وذلك من اجل الراحة وعلاج بعض الإصابات الطفيفة التي كانت تزعجه في الفخذ وفي الورك.
في مهرجان السمرسلام، وبالتحديد في تاريخ 24 أغسطس 2009 اقيمت مباراة بين سي ام بونك وجيف هاردي من نوع (طاولات، سلالم، كراسي)أو ما تسمى بال (تي ال سي 2009 ‏) وكانت على حزام العالم للوزن الثقيل، وانتهت المبارة بفووز سي ام بونك، وبدأ يحتفل بحزامه وهو واقف بالقرب من جسم جيف هاردي، ومضت المصابيح لوهلة، ثم دق صوت الجرس (الخاص بموسيقى الاندرتيكر)، وانطفأت المصابيح تماماً لثواني معدودة، عند عودة المصابيح كان جيف هاردي قد اختفى ومكانه الاندرتيكر مستلقي على الحلبة. نهض الاندرتيكر ومسك سي ام بونك من رقبته ونفذ له الشوك سلام، نفذ حركته الاستعراضية ثم خرج من الحلبة.
حددت في عروض السماك داون مباراة تجمع سي ام بونك مع الأندرتيكر في مهرجان البريكينق بوينت، وكانت المباراة مباراة استسلامية (للفوز يجب جعل الخصم يستسلم) وكانت على حزام الوزن الثقيل.
في مهرجان البريكينج بوينت، وبالتحديد في تاريخ 14 سبتمبر 2009 في مدينة مونتريال في كندا، اجريت المباراة بين سي ام بونك والأندرتيكر، قام الاندرتيكر بعمل حركته الاستسلامية (بوابة الجحيم) على سي ام بونك واستسلم سي ام بونك، دقت موسيقى الاندرتيكر وسلم الحكم الحزام للأندرتيكر، بعد عدة دقائق وبينما الاندرتيكر كان يستعدل لعمل حركته الاستعراضية، دخل المدير العام للسماك داون تيدي لونج وقال بأن المديرة السابقة للسماك داون ڤيكي جيريرو قد منعت حركة بوابة الجحيم لذلك المباراة لم تنتهي بين الأندرتيكر وسي ام بونك، باغت بونك الاندرتيكر وضربه من الخلف ثم سقط الاندرتيكر، قام بونك بعمل حركته الاستسلامية على الاندرتيكر وبينما هو كذلك دق الجرس واعلن الحكم فوز بونك على الرغم من أن الأندرتيكر لم يستسلم ليحافظ على سجله الخالي من الهزائم عن طريق الاستسلام، خرج بونك والحكم يركضون من الحلبة، وقف بونك يحتفل بالحزام في نهاية الحلبة وخرج تيدي لونج ووقف بجانب بونك وانتهى العرض. تم تحديد مباراة إعادة بين الأندرتيكر وسي ام بونك في مهرجان الجحيم في زنزانة على حزام العالم للوزن الثقيل، وقد فاز الأندرتيكر في المبارة وأصبح بطل العالم للوزن الثقيل. تم تحديد مباراة من نوع fatal four way في مهرجان WWE Bragging Rights تجمع كلاً من باتيستا، سي ام بونك، ري ميستيريو والأندرتيكر على حزام العالم للوزن الثقيل، وقد فاز الاندرتيكر بالمباراة بعد أن قام بعمل حركة التومب ستون على باتيستا واحتفظ بحزامه واللقب وفي مهرجان Surviver Series بتاريخ 23 نوفمبراقيمت مباراة ثلاثية على حزام بطولة العالم لوزن الثقيل بين حامل اللقب الاندرتيكر وبطلا الفرق بيغ شو وكريس جركو وانتهت المبارة بالاستلام بيغ شو من حركة الاندرتيكر بوابة الجحيم ليحافظ الاندرتيكر على حزام بطولة العالم لوزن الثقيل وفي Elimination Chamber2010 خسر حزام الوزن الثقيل لكرس جيركو بعد تدخل شون مايكل وتحددة مباره بينهم في رسلمينيا 26 وانتصر فيها الانترتيكر وبهذا زاد رصيدالاندرتيكر الأسطوري ليصبح 18–0 بدون هزائم وبعدها اعتزل شون مايكل وودع الحلبات .

### عودة الاندرتيكر والإصابة (2010)

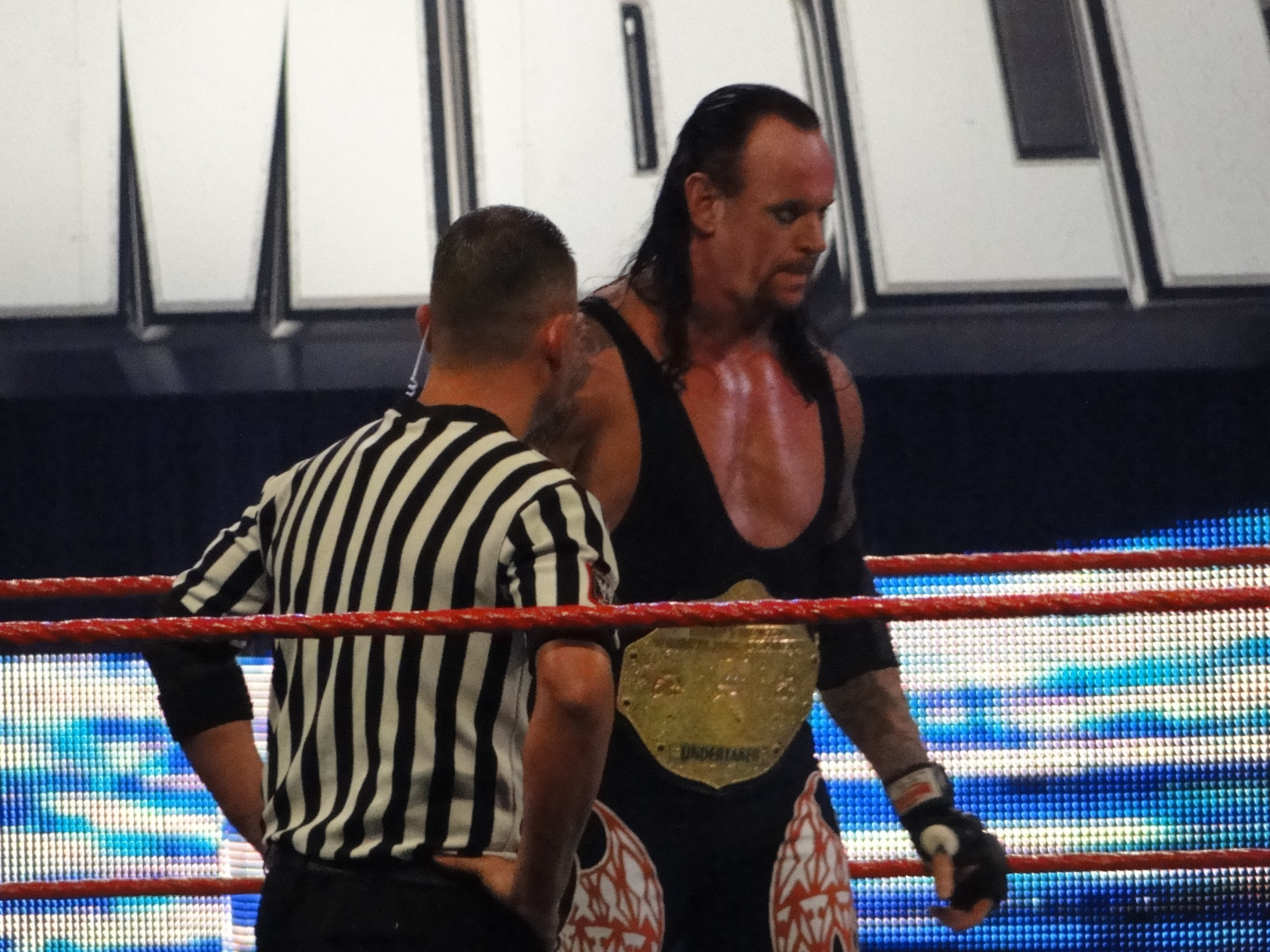
أندرتيكر في مهرجان رويال رامبل عام 2010

عاد الاندرتيكر بعد مباراته القوية مع شون مايكل، حيث قام بطل العالم للوزن الثقيل الجديد جاك سواغر في RAW بتحدي أول شخص يدخل الحلبة وحينما هم بالخروج دقت موسيقى الاندرتيكر، وبدأت مباراة ليست على اللقب بينهما والتي انتهت بانتصار الاندرتيكر، وكان واضحا تعب واعياء الاندرتيكر في هذه المباراة، ثم في عداوة راندي أورتن وايدج كان على كل منهما اختيار مصارع يواجه الآخر، وكان البدأ باختيار راندي أورتن لمصارع يواجه ايدج، دخل كريستيان لمواجهة ايدج وقد ابدى مباراة رائعة ولكنها انتهت بفوز ايدج، ثم فجأة يظهر راندي أورتن على الشاشة ويقول تهانينا يا ايدج لقد قدمت مباراة جيدة لكني استغرب من وجود كريستيان فهو ليس المصارع الذي اخترته لك واستغرب إيدج، وفجأة تدق موسيقى الاندرتيكر لقد اختار راندي اورتن الاندرتيكر للمواجهة بدأت المباراة بهرب إيدج من الحلبة ووقوفه خارجها وبدأ الحكم يعد حتى فاز الاندرتيكر بالعد، الا انه لم يكن راضيا عن النتيجة ثم قام كريستيان بدفع ايدج إلى داخل الحلبة من ورائه ثم امسكه الاندرتيكر وقام بعمل chokeslam ثم خرج ولعب مع ري ميستيريو مباراه لتحديد من سيكون بمباراه Fatal 4 wayوفاز بها، تم تأكيد تعرض الأندرتيكر لإصابة بالغة جراء مباراته الأخيرة مع ري ميستيريو حيث نزف تيكر بشدة أثناء اللقاء، وتم تشخيص الحالة على أنها كسور في الأنف والعظام المدارية إضافة إلى ارتجاج خفيف وكان ذلك نتيجة تلقي ضربة خاطئة من مستريو ووجد كين اخوه الاندرتيكر في حاله عجز تام ولم يعرف من الفاعل وكان يشك بجميع المصارعين وبالتحديد سي ام بنك وجاك سواغر وري ميستيريو وشيمس ولان عاد الاندرتيكر في سمر سلام 2010 وقد توضح ان كين اراد الشهرة جراء معاقبة الفاعل لكن بالنهاية كان كين هو الفاعل
ثم عادى اخاه، حتى ان اندرتيكر عاد في مهرجان السمرسلام وحاول أن يقوم بضرب كين ولكن كين قام بعمل التومب ستون على الأندرتيكر ليسقطه أرضاً وفي العرض التالي
لسماك دون دخل كين وهو يفتخر بما فعل بأخيه الأندرتيكر وقد قال أنه كان منذ 13 عاماً يخطط لهذه العملية وأخيرا نجح وقد قال أيضا انه أصبح الآن بقوى الأندرتيكر و
سوف يستمر بطلاً للعالم للوزن الثقيل فترة طويلة ولن يستطيع أي أحد ان يقوم بإيقافه، في العرض التالي لراو الذي كان بمناسبة العرض رقم 900 تم تحديد مباراة بين
الاندرتيكر وبريت هارت ولكن قبل بداية المباراة دخل عصابة «النكسوس» وهاجموا الاندرتيكر ولكن الاندرتيكر استطاع ان يسيطر عليهم، ولكن انطفأت الانوار و
شاهدنا الاندرتيكر على ظهر «وايد باريت» الذي استطاع ان يقوم بعمل الحركة القاضية على الأندرتيكر ليطرحه أرضاً، كل هذا مؤثرات من كين ! وفي عرض سماك دون
التالي الاندرتيكر افتتح العرض وقال إنه لا يستطيع الانتظار لمهرجان «ليلة الأبطال» لأنه سوف يلعب ضد كين، وقد طلب الاندرتيكر ان تكون هذه المباراة من نوع
" No Holds Barred " وفي العرض التالي أعلن كين موافقته على هذا النوع، وفي «ليلة الأبطال» لعب الاندرتيكر ضد كين مباراة قمة في الروعة انتهت لصالح كين بعد
أن قام بقلب حركة التومب ستون على الأندرتيكر.. ولايزال الأندرتيكر في حالة ضعف تام.. وفي السماك دون التالي تفاجئنا بعودة مدير أعمال الأندرتيكر الشهير ووالد
كين بول بيرر ليساعد الاندرتيكر ضد كين بقوة الجرة السحرية.. وهذا فعلاً ما حصل وسيطر الاندرتيكر على كين اسبوعين متتاليين، ولكن في مباراة قفص الجحيم في مهرجان
" Hell In A Cell " لعب الأندرتيكر ضد كين مباراة داخل قفص حديدي وفاز في هذه المباراة كين أيضا بسبب خيانة بول بيرر للأندرتيكر ليزيد من جراح الرجل الميت !!
في السماك دون الماضي دخل بول بيرر مع كين للحديث عن الانتصار.. وإتضح أن كين أعاد بيرر من أجل أن ينهي الأندرتيكر تماماً..
عاد الاندرتيكر مرة أخرى في السماك داون حيث تقرر ان يلعب مباراة من نوع Buried alive أي مباراة الدفن حيا، ويجدر الذكر هنا انه لم يسبق للاندرتيكر بالفوز في هذه المباراة سابقا حيث كانت دائما تنتهي بتدخلات خارجية والتي كانت معظمها بسبب كين نفسه مثل مباراته ضد مكمان وأيضا مباراته ضد ستيف اوستن.
لعب الاندرتيكر ضد كين حيث كان على وشك الفوز بل انه رمى كين في القبر لولا تدخل النكسس الغير مفهوم حيث قاموا بلا سبب بضرب الاندرتيكر مما مكن كين من الفوز ولكن بعد المباراة دقت موسيقى الاندرتيكر حيث ظهر شعار الاندرتيكر مرة أخرى وكأنه ليه يتوعد بالثأر والانتقام.
وكان السبب الحقيقي لهذا الغياب هو اصابة الاندرتيكر في الظهر حيث كان يحتاج للجراحة وأيضا عدم تعافيه تماما من اصابته السابقة.

### عدواته مع تربل أتش (2011)
في 21 فبراير، 2011 عاد تربل اتش إلى عرض Raw وقام بتحدي اندرتيكر
في مهرجان WrestleMania XXVII وفجأه يدخل شيماس ومن فور دخوله
يركله تربل اتش وينفذ حركته القاضية Pedigree وقد قام بذلك
انتقاما من شيمس لابعاد تربل اتش لمدة تزيد عن 10 أشهر وفي
مهرجان WrestleMania XXVII خسر تربل اتش للاندرتيكر
وبهذا الفوز أصبحت سلسلة الاندرتيكر 0–19

### مواجهة تربل أتش وعودة أخوة الدمار (2012)

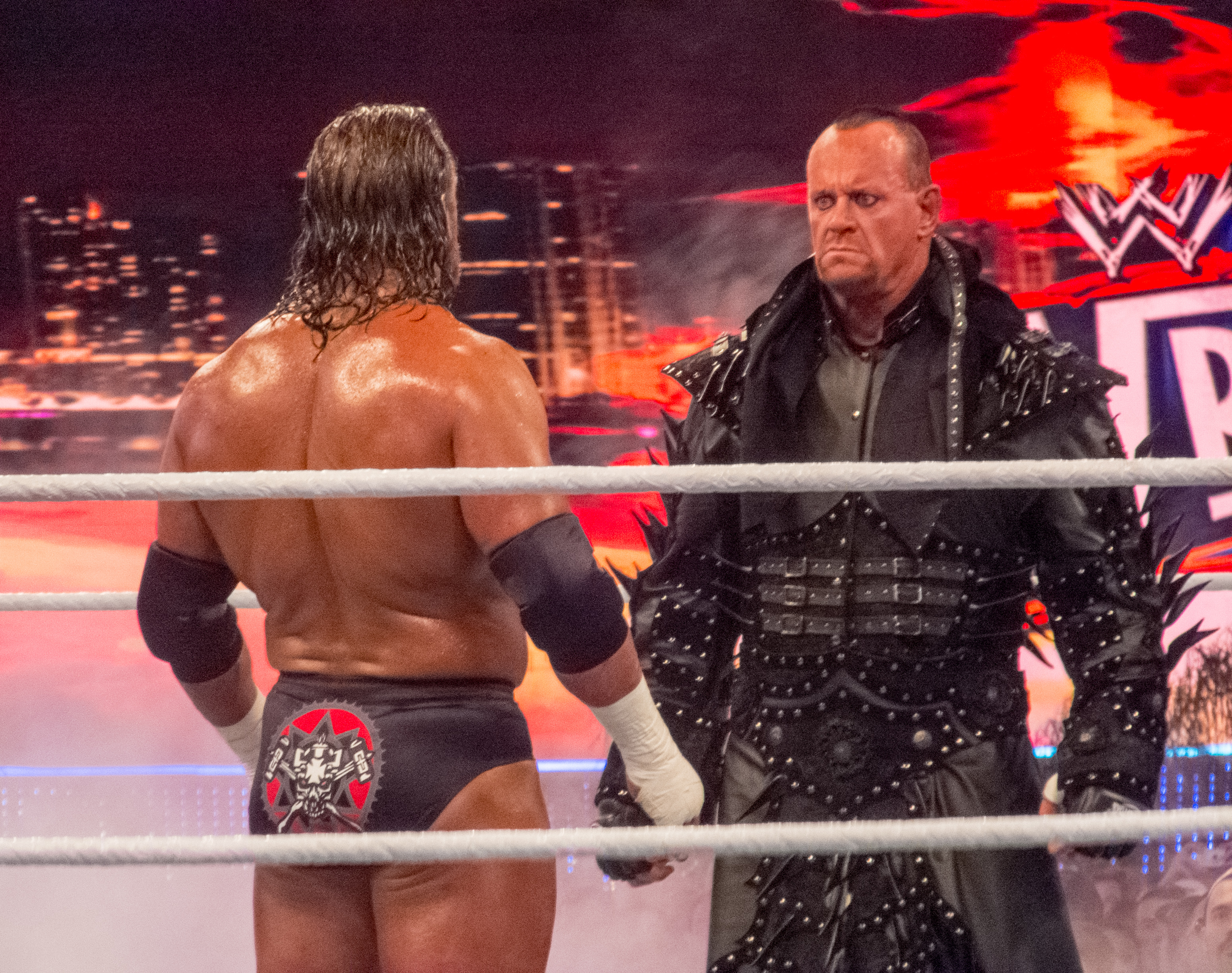
أندرتيكر يواجه تربل أتش في راسيل مينا 28 عام 2012

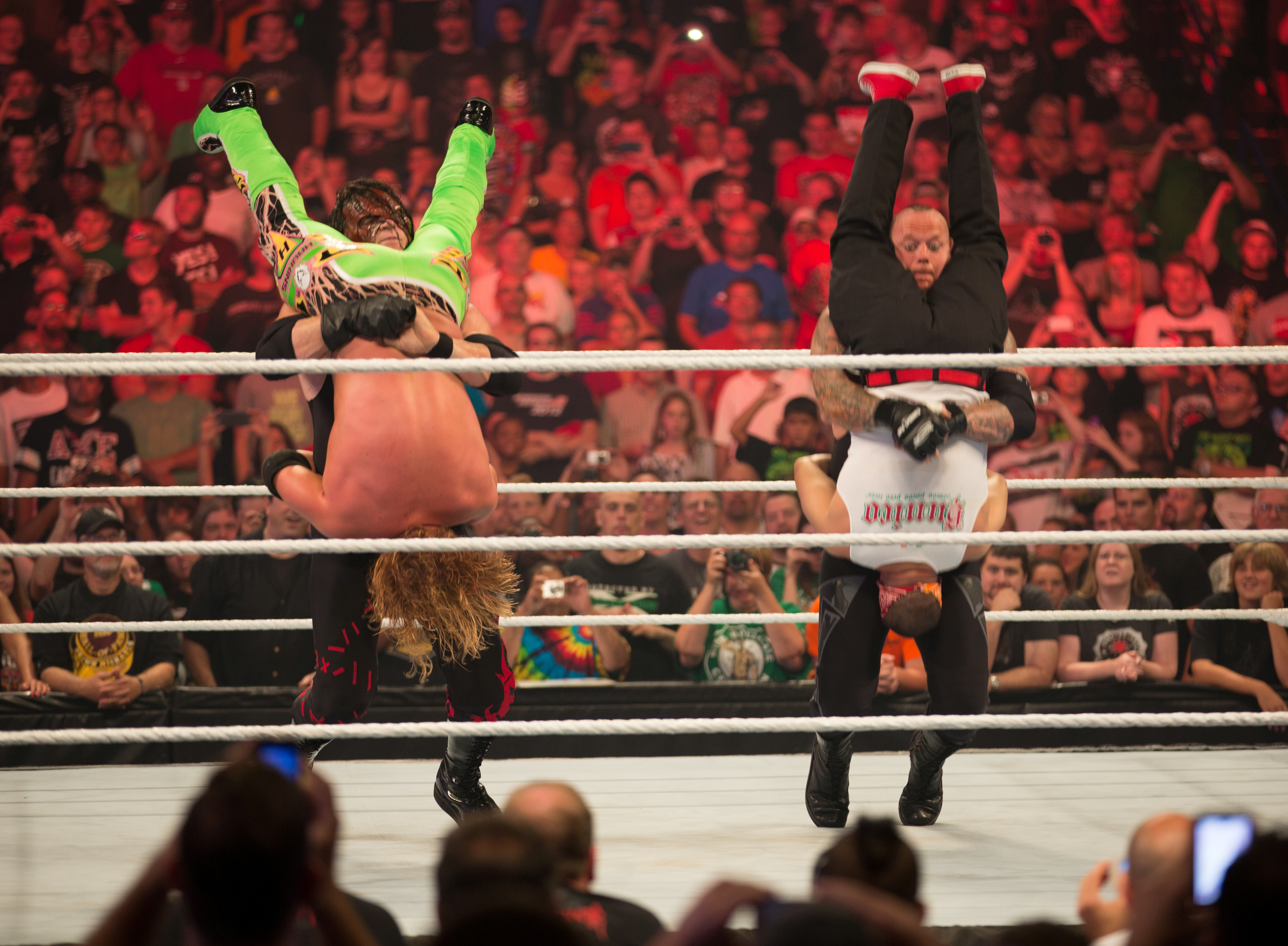
أندرتيكر وكين في حلقة 1000 من رو عام 2012

وفي الراسيل مانيا 28 تواجه الاثنان مرة أخرى ولكن هذه في قفص حديدي
وكان الحكم الخاص لهذه المباراة هو شون مايكلز وفي البداية كانت المباراة
بينهما ضربة لتربل اتش وضربة لتيكر إلى ان سيطر تربل اتش لفترة ما على المباراة
وحيتها ضرب تيكر مرراَ بالكرسي فطلب من شون ان ينهي المباراة أو هو سوف ينهيها
فذهب شون وسال تيكر لكن تيكر باغته واخضعه بحركته المعروفه مما اغضب
شون مايكل وجعله ينفذ على تيكر Super Kick ومن بعدها يكمل عليه تربل اتش
بحركته المعروفه Pedigree وفي حين ظن الجميع ان كل شي انتهى
قال اندرتيكر لآ ولم يثبت وبعد التثبيث نهض اندرتيكر وضرب تربل اتش مررا وتكرراً
بالكرسي الحديدي وبيده أو بالمطرقة وحينها استجمع تربل اتش كل قونه ونفذ
حركة Dx ثم ضربه اندرتيكر بالمطرقة مجدد ونفذ عليه حركته القاضية المشهوره
و قام بتثبيت تربل اتش واصبحت بذلك سلسلة اندرتيكر 20–0
حصل قبل الفية رو نقاش حول عودة الاندرتيكر ومشاركته في الفية الرو وفي يوم 24/7/2012 حدد نزال بين جيندر ماهول وكين دخل كين إلى الحلبة لمواجهة خصمه جيندر ماهال الذي أحضر معه خمسة مصارعين لمواجهة كين دقّت أجراس الظاهرة والأسطورة اندرتيكر ليسجل ظهوره الأول منذ الرسملينيا 28 ودخل إلى الحلبة بطريقته المهيبة ليحي كلاهما فريق أخوة الدمار وانتهت المباراة بعدم فوز الطرفين بسبب عدم موافقة كين والاندرتيكر على التثبيت .

### العودة ومواجهة سي ام بانك (2013)
عاد الاندرتيكر في حلقه الرو اولد سكول واعلن مشاركته في راسلمينيا 29 واقيمت مباراه رباعيه لتحديد خصمه تواجه فيها سي ام بانك وبيغ شو وراندي اورتن وشيموس فاز في المباراة سي ام بانك ليواجه الأندرتيكر في راسلمينيا 29 بعدها في حلقه الرو التي اقيمت لتكريم بول بير ظهر الاندرتيكر اولا ثم ظهر سي ام بانك لكي يقلل من احترام بول بير مما اغضب كين الذي واجهه في نهاية الحلقة حيث فاز كين بمساعده الاندرتيكر لكن سي ام بانك سرق الجرة السحرية التي هي رمز قوه الأندرتيكر بعدها تواجها في راسلمينيا حيث الأندرتيكر فاز على سي ام بانك واستعاد الجرة وحقق فوز 0–21

### نهاية سلسلة الانتصارات (2014)

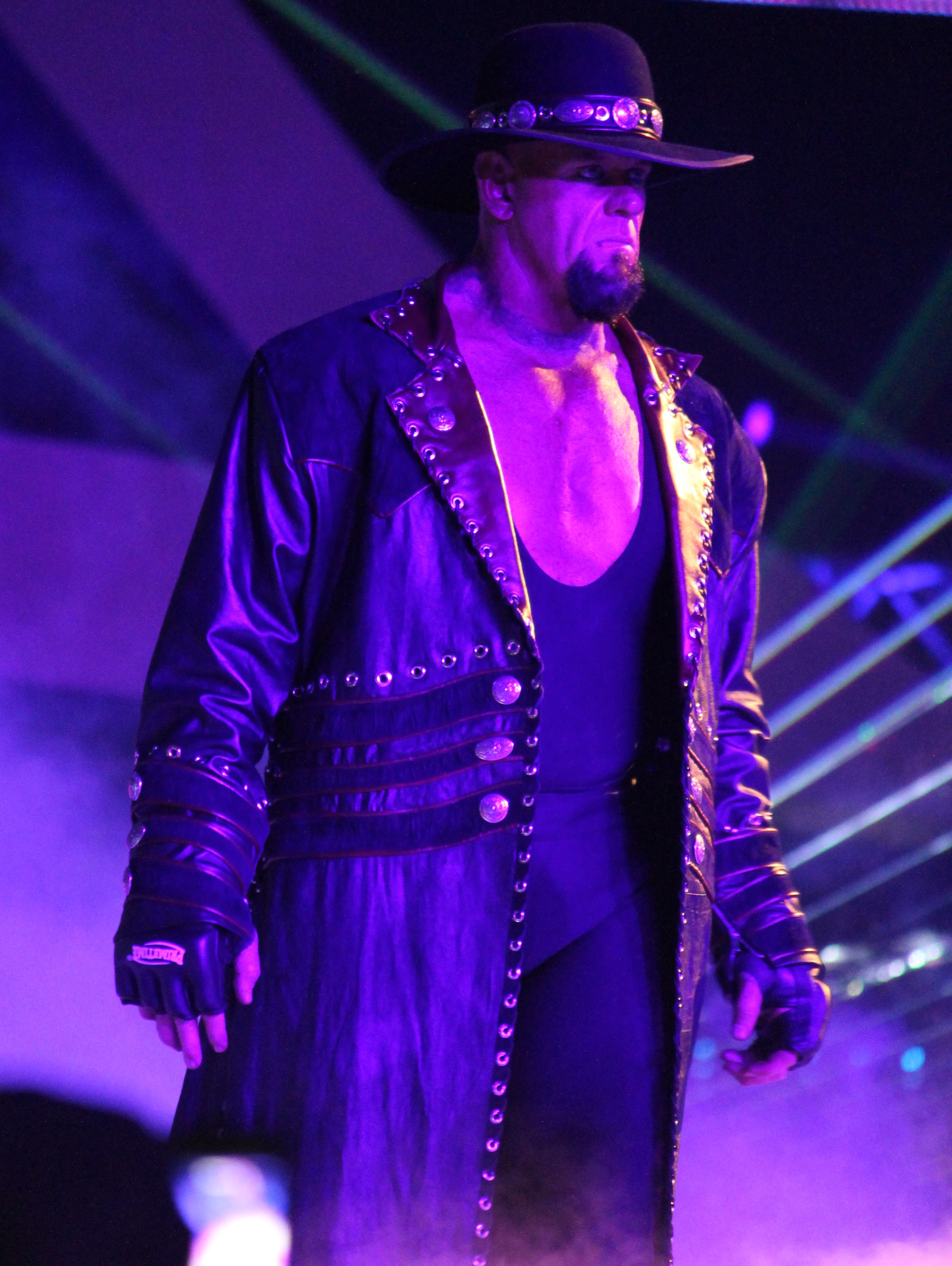
أندرتيكر في راسلمينيا 30 عام 2014

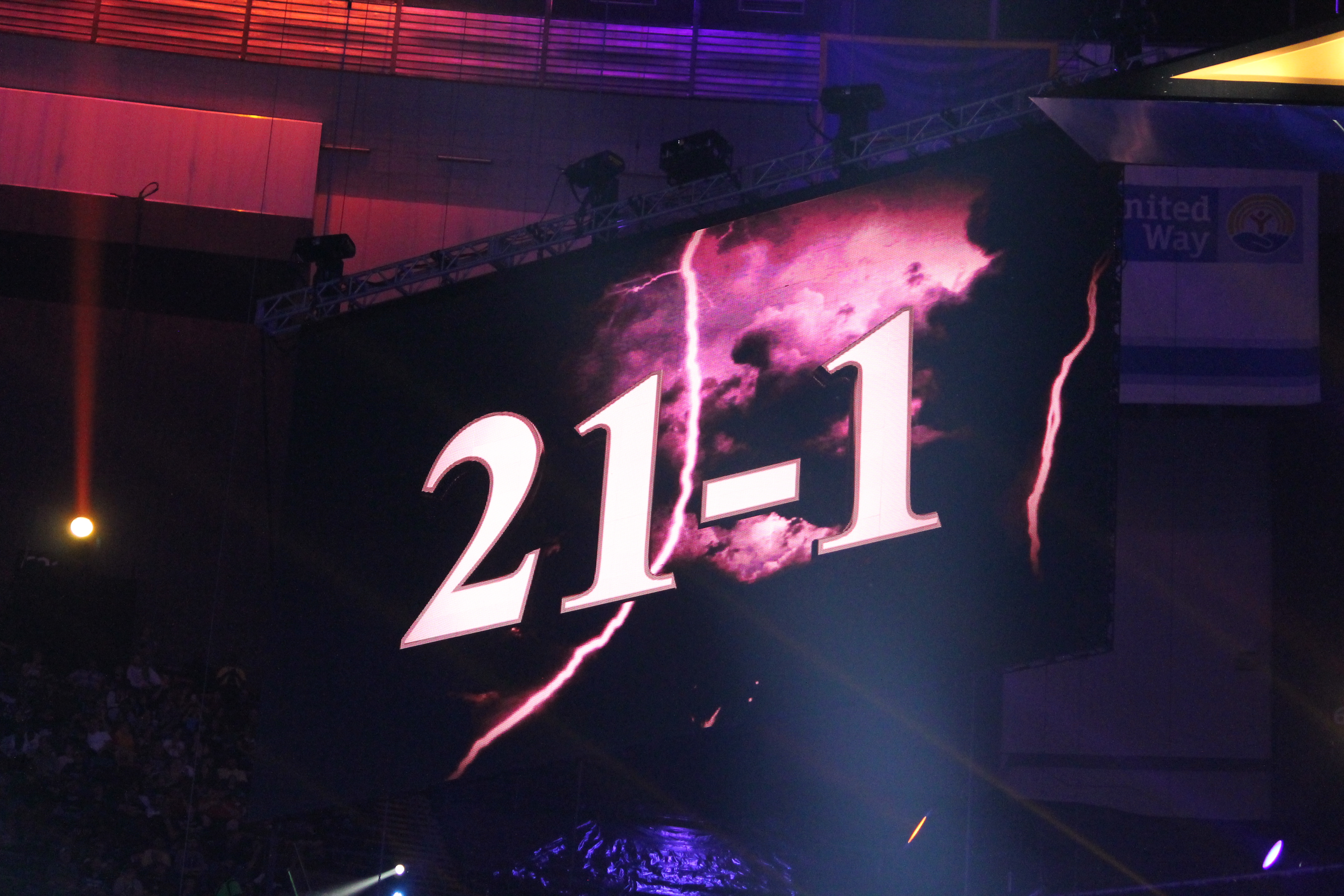
نهاية سلسلسة الأندرتيكر 1–21

عاد أندرتيكر بعد غياب دام بحدود عشره أشهر في تاريخ 24 فبراير 2014 ليواجه بروك ليسنر في راسلمينيا 30 بدأت المواجهة المنتظرة بين أندرتيكر وبروك ليسنر في الرسلمينيا 30 عنيفة وقوية منذ اللحظة التي دق بها جرس الحلبة، وظهرت علامات الإصرار على الفوز والتحدي على وجه كلا النجمين
تبادل أندرتيكر وبروك ليسنر السيطرة في بداية النزال ومالت الكفة لمصلحة “الحانوتي” قليلا، لكن ليسنر عاد للسيطرة على خصمه بعد ذلك، وحاول كلاهما إنهاء النزال مبكرا بضربات قاضية لم تكتمل أي منها على الإطلاق.
قاوم الأسطورة أندرتيكر بكل ما أوتي من قوة ضربتي F–5 قاضية من الوحش بروك، كما رد له بروك ليسنر الدين حينما قاوم ضربة شاهد القبر العنيفة، حاول أندرتيكر تكرار الضربة لكن بروك ليسنر عكس الموقف ونفذ ضربة F–5 ثالثة كانت كفيلة بإنهاء سلسلة الأسطورة أندرتيكر حيث أصبح رصيد أندرتيكر 1–21

### مواجهة براي وايت والعودة للانتقام للسلسلة (2015)

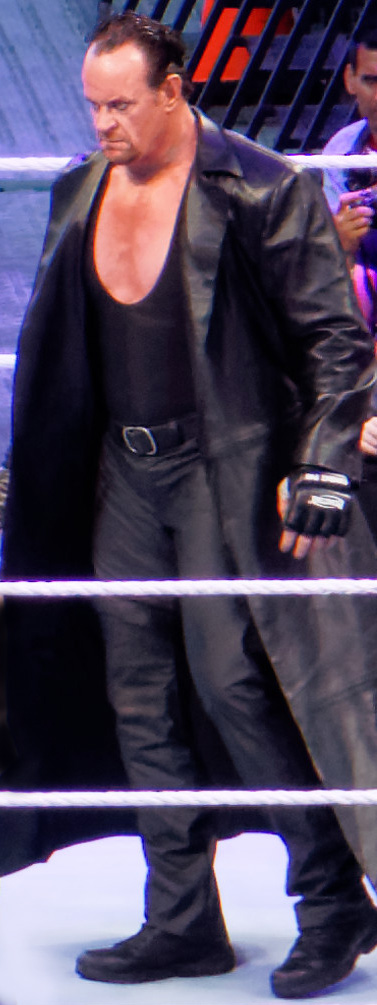
أندرتيكر قبل مواجهة براي وايت في راسلمينيا 31

- العودة في رسلمينيا 31 ومواجهة براي وايت

في رسلمينيا 31 بتاريخ 30 مارس 2015 بدأت المواجهة المرتقبة بين الأسطورة أندرتيكر وخصمه براي وايت بنظرات حادة بين الطرفين تبعها صراخ من وايت قبل أن يبدأ الاحتكاك الجسدي الذي سيطر عليه الحانوتي ببراعة تامة، وبتنفيذه لحركة المشي على الحبال التي تحبها الجماهير، ونفذ بعض الحركات التي دفعت الجماهير للهتاف باسم المدرسة القديمة.
إلّا ان براي وايت لم يكن لقمة سائغة في فم الأسطورة وتمكن من الاستحواذ على مجريات النزال والسيطرة على خصمه الأسطوري، وقام بمحاولات تثبيت واخضاع متتالية لم تنجح بكسر قوة تحمّل أندرتيكر المعروفة، واستمر وايت بتوجيه الضربات العنيفة لأندرتيكر الذي سلّم زمام المبادرة لخصه.
فاجئ أندرتيكر براي وايت بحركة إخضاع كادت أن تحسم المواجهة لولا براعة غريمه الذي تمكن من التملص واستعادة السيطرة على النزال، وقبل أن ينفذ وايت حركة “سيستر أبيجال” القاضية، نجح الحانوتي بقلب الوضع لمصلحته بضربة شوك سلام تبعتها ضربة “شاهد القبر” التي لم تكن كافة لتحطيم براي الذي تملص من التثبيت قبل العد الثالث مما صدم أندرتيكر.
باغت براي وايت خصمه بحركة “سيستر أبيجال” لكنه دون فائدة ترجى عندما نجح أندرتيكر من التملص من التثبيت، وقام وايت بتنفيذ حركته الغريبة التي يمشي بها على يديه بالمقلوب، ليجد أندرتيكر ينهض بطريقته الرائعة على أرض الحلبة، وبعد عراك آخر سيطر عليه براي نجح أندرتيكر بخطف الفوز بحركة شاهد القبر مرّة التي لم يقوى وايت على مقاومتها.
- العودة في باتل جراوند (2015)

في باتل جراوند 2015 عاد أندرتيكر للانتقام من كاسر سلسلة الانتصارات بروك ليسنر عندما كلفه خسارة حزام wwe للوزن الثقيل ونفذ عليه ضربتين شاهد القبر وفي عرض الرو الموالي لباتل جرواند أعلن عن مواجهة بين أندرتيكر وبروك ليسنر في سمر سلام 2015 بعد المعركة الأسطورية التي وقعت بينهما في العرض وتم طردهم من المبنى وفي عرض الرو الأخير قبل سمرسلام تفاجئ بروك ليسنر بظهور أندرتيكر وضربة تحت الحزام ونفذ عليه ضربة إسقاط الخنق وشاهد القبر وغادر بطريقته المعهودة
- مواجهة بروك ليسنر في سمرسلام (2015)

دخل بروك ليسنر وخصمه الأسطوري أندرتيكر الذي تعرّض لهجوم مباغت من غريمه فور وصوله إلى الحلبة، لكن وبالرغم من ذلك فإن أندرتيكر لم يكن لقمة سائغة له ونجح بطرده من الحلبة بعد ضربات قوية سيطر أندرتيكر بعد ذلك على بداية المواجهة بشكل بسيط وكاد أن يتعرّض لضربة F5 مباغتة من خصمه العنيف لكنه تخلّص من ذلك الموقف وحاول توجيه ضربة شوك سلام لم تتكلل بالنجاح إلّا أنه حظي بترحيب خاص في مدينة السوبلكس بعد ضربة جيرمان سوبلكس من ليسنر وأظهر الأسطورة قوة وتماسكا لم يظهر بهما منذ فترة طويلة وأمتع الجماهير بإحدى حركاته التاريخية عندما نفذ حركة السقوط بالقدم على لينسر عند طرف الحلبة لكن بروك ليسنر عاد بعد ذلك للسيطرة على المواجهة من خلال ضربات جيرمان سوبلكس متتالية على أندرتيكر وأتبعها بضربة F5 فوق طاولة المعلقين حاول بروك ليسن حسم المواجهة لمصلحته من خلال عودته إلى الحلبة للعد على أندرتيكر خارج الحلبة إلّا أنه نجح بالعودة بصعوبة بالغة عند العد التاسع، صدم ليسنر من الموقف الذي لم يتوقع حدوثه وأخذ يشتم أندرتيكر متوعدا بقتله، ليجيب خصمه بأنه يتوجب عليه ذلك لينفذ بعدها ضربتي شوك سلام وتومبستون كاد ان يحسم بها المواجهة لمصلحته جلس بروك ليسنر بعد ذلك على أرض الحلبة ضاحكا ليجد أندرتيكر يقوم بجلوسه المفاجئ على طريقته الأسطورية، واقترب أندرتيكر من حسم النزال لمصلحته بعد محاولة تثبيت تملص منها ليسنر الذي حاول بدوره إخضاع خصمه بحركة كيمورا لوك وأتبعها بضربتي F5 متتاليتين لم يضمنا له الانتصار بعد صمود رائع من أندرتيكر باغت أندرتيكر خصمه بحركة إخضاع عندما حاول خنقه، لكن بروك ليسنر عكسها بحركة كميمورا لوك قوية انتهت بعد سمع صوت الجرس بشكل مفاجئ من من المسؤول عن قرعه لكن الحكم أمره بعدم التصرّف من تلقاء نفسه وأنه الشخص المخوّل بإصدار الأمر لقرعه استغل أندرتيكر فرصة انشغال الحكم بالحديث مع مسؤول الجرس وقام بضربة غير قانونية لبروك ليسنر الذي كان منشغلا بانتصاره وأتبعها بحركة إخضاع أفقدت الوحش وعيه ليتخذ الحكم قرار إنهاء المواجهة لمصلحة أندرتيكر لعدم قدرته على الاستمرار بالنزال وعند الإعادة التلفزيونية تبين أن أندرتيكر أعلن استسلامه بالضرب على قدم ليسنر
- مواجهة بروك ليسنر في هيل إن أسيل (2015)

دخل الوحش البشري بروك ليسنر إلى الحلبة التي أحاطتها الزنزانة الحديدية من كل جانب متحمسا بشدة للانتقام من غريمه الأسطوري أندرتيكر الذي دخل بطريقته المهيبة أثناء هتافات الجماهير له، وبدى مصمما على إثبات أسطوريته وإنهاء العداء الطويل مع ليسنر والثأر لكسر سلسلة انتصاراته الشهيرة في الرسلمينيا، وأقفل الأسطورة باب الزنزانة بيده مما أشعل الجماهير المتعطشة لهذه المواجهة.
تبادل بروك ليسنر وأندرتيكر النظرات الحادة قبل انطلاق المواجهة بحذر من كلا النجمين وحاول الأول بعد ذلك افتتاح المواجهة من خلال ضربة جيرمان سوبلكس، وانطلق مسيطرا على النزال بشكل مؤقت، قبل أن يدخل أندريتكر أجواء المواجهة، وظهر إصرار بروك على حركته الشهيرة مما جعله صيدا سهلا للحانوتي الذي أسقطه خارج الحلبة.
وانطلق بعد ذلك أندرتيكر يوجه الضربات القوية المتتالية مستفيدا من جدران الزنزانة الحديدية، ونجح “الرجل الميت” بإسالة الدماء من رأس خصمه العنيد، أخرج تيكر كرسيا حديديا من أسفل الحلبة وأعاد خصمه إليها، وتمكن الوحش البشري من الاستفادة من الموقف وضرب خصمه بها، لكنه سرعان ما انهار عند زاوية الحلبة والدماء تملأ وجهه مما استدعى تدخل الطبيب لفحصه.
سمح الطبيب باستمرار المواجهة النارية واكمل ليسنر ضربه لخصمه الأسطوري الذي استعاد السيطرة بعد ذلك موجها ضربة عنيفة لحلق بروك باستخدام الكرسي الحديدي، وأخذ ينوّع بضرباته القوية والعنيفة إلى أن بدأ الوحش باستخدام سلاحه العنيف “جيرمان سوبلكس” مرحبا بخصمه في مدينة السوبلكس من خلال 3 ضربات متتالية اتبعها بضربة F5 قاضية، لكنها لم تكن كافية للإطاحة بأندرتيكر.
دخل الطبيب لتفقد اندرتيكر بعد الهجمة العنيفة من خصمه ليسنر الذي لم يسمح بذلك، وباغته بضربة F5 أخرى ومحاولة تثبيت جديدة باءت بالفشل أيضا، مما دفع ليسنر للنزول من الحلبة وانتزاع درجها المعدني الثقيل وضرب أندرتيكر به من اجل محاولة تثبيت جديدة كانت فاشلة تماما هي الأخرى، وكاد ليسنر أن يوجه ضربة قاتلة بذلك الدرج لولا هروب الحانوتي في اللحظات الأخيرة.
حاول بروك ليسنر تكرار المحاولة مرة أخرى إلّا أن أندرتيكر دفعه بقدميه وأسقطه على الأرض ومن فوقه الدرج المعدني، عاد ليسنر للهجوم على غريمه من جديد لكن أندرتيكر كان له بالمرصاد من خلال حركة الإخضاع الشهيرة الخاصة به والتي أفقده بها وعيه في عرض سمر سلام 2015، إلّا أن ليسنر تملص منها بصعوبة بالغة.
غضب بروك ليسنر من ذلك الموقف وقام بتمزيق أرضية الحلبة وكشف عن الطبقة القاسية من أجل ضرب أندرتيكر فوقها كي يلحق به أكبرى أذى ممكن، لكن السحر انقلب على الساحر عندما سيطر الحانوتي على الموقف ونفذ ضربة “تومبستون” الشهيرة فوقها، إلّا أنها لم تكفي للإطاحة بالوحش البشري العنيد الذي استفاق وحسم المواجهة بضربة غير قانونية تحت الحزام وأتبعها بضربة F5 مكنته من تثبيت الأسطورة أندرتيكر.
بعد مباراة قوية وخسارة اندرتيكر فجاة دخلو الوايت وهاجمو الاسطورة الدي كان منهك تماما وكانت اهانة كبيرة للاسطورة
- مواجهة عائلة الوايت في سيرفايفر سيريس (2015)

في عرض الرو بتاريخ 9 نوفمبر 2015 سجل أخوة الدمار كين وأندرتيكر عودتهما عندما قاما بالإطاحة بعائلة الوايت بأكملها وتم الإعلان عن مواجهة بين أندرتيكر وكين ضد عائلة الوايت وفي عرض سريفايفر سيريس 2015 أختار براي وايت نفسه ولوك هاربر لمواجهة أندرتيكر وكين قدّم أندرتيكر والوحش كين أداءً مميزا للغاية وتمكنا من الإطاحة بالوحش براون سترومان وتحطيم طاولة المعلقين به بعد محاولته التدخل أكثر من مرة، وأنهى الظاهرة الأسطورة أندرتيكر المواجهة بتثبيته لوك هاربر بعد ضربة تومبستون التاريخية وغادر الصالة بطريقة مميزة برفقة كين بعد أن وقف في الحلبة وحيدا لعدة دقائق.

### عودته وصراعه مع شين مكمان (2016)
في عرض الرو بتاريخ 29 فبراير 2016 عاد الأندرتيكر وهدد فنس مكمان قائلأ (أنت تعرف عندما أغلق ذلك الباب الذي خلفي في الراسيل مانيا ستعرف ان دماء إبنك ستكون بسببك أنت وليست بسببي) وغادر الحلبة.
في يوم 3 أبريل 2016 وتحديد في الراسيل مانيا 32 واجهه أندرتيكر شين مكمان وكانت المبارة من نوع الجحيم في الزنزانة وكانت المبارة منذ البداية قوية وتسبب هذا الامر بكسر الزنزانة من جهه المعلقين ولقد أستطاع اندرتيكر هزيمه شين مكمان بعد ان قام هذا الاخير بوضع اندرتيكر على طاولة المعلقين وقام بالقفز من اعلى الزنزانة في محاولة منه لكي يقضي على أندرتيكر ولكن أندرتيكر ابتعد بسرعه وتحطمت الطاولة بفور اصطادم جسد شين عليها وبعدها قام أندتيكر بحمل شين داخل الحلبة وقام بعمل حركة شاهد القبر عليه لتصبح النتيجة 1–23 في رصيد اندرتيكر في حسابه في الراسيل مانيا.

### العداوة مع رومان رينز (2017)
في يوم 9 يناير 2017 وتحديدا في عرض الراو كان في الحلبة ميك فولي وستيفاني مكمان وكانا يتناقشان في أي عرض سيظهر اندرتيكر وكل منهما يريد أندتيكر ان يظهر في عرضه وبعدها ستيفاني مكمان قالت أن اندرتيكر غير موجود اليوم وما ان اكملت جملتها حتى دق جرس معلن بوصول هذا الاخير وبعد ان دخل الحلبة قال ان لا أحد يتحكم في أندرتيكر وكان يوجه كلامه لستيفاني مكمان ثم أعلن انه سيشارك في مهرجان الرويال رامبل هذه العام.
- مباراة الرويال رامبل 2017

في يوم 23 يناير في عرض الراو كان في الحلبة جولد بيرج وبروك لسنر وكانا يتناقشان عن من سيفوز في مهرجان الرويال رامبل لهذا العام وما ان اشتد الكلام بينهما حتى كادا ان يتقاتلا وهنا دقت اجراس اندرتيكر وانطفات الاضواء واشتعلت مره أخرى وظهر اندرتكير بينهما وكانت هذه المرة الأولى التي يلتقي اندرتيكر جولد بيرج وجهها لوجه.

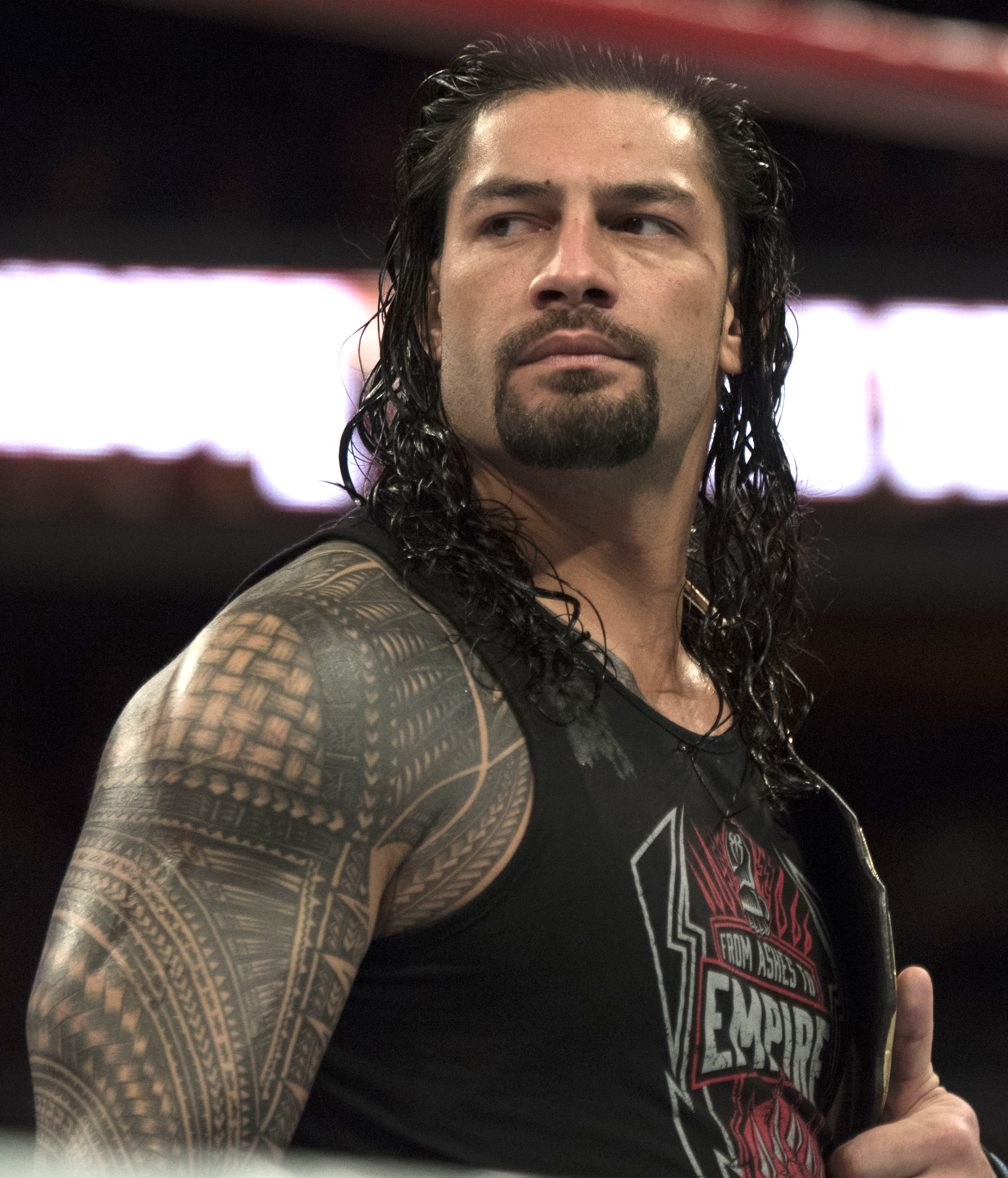
رومان رينز.

في يوم 29 يناير 2017 وتحديدا في مهرجان الرويال رامبل 2017 ظهر أندرتيكر وكان رقمه 29 وكان في الحلبة جولد يبرج ولقد انطفات الاضواء عندما دق الجرس المصاحب لظهور اندرتيكر وما اشتغلت مره أخرى حتى ظهر هذا الاخير في وسط الحلبة فقلد كان خلف جولد بيرج وبعدها كاد اندرتيكر أن يعمل حركة الشوك سلام ولكن تم فصلهما عن بعضهما بعد ان تدخل مصارعان كانا في الحلبة لينقذا الموقف ومان طرد كلا منهما المصارعان حتى عمل جولد بيرج حركة الرمح على تيكر وبعدها قام جولد بيرج بطرد مصارع أحد المصارعين في الحلبة ولقد انتهز تيكر هذه الفرصة وقام باخراج جولد بيرج من الحلبة وبعدها ظهر اخر مصارع في المهرجان وهو رومان رينز وكان رقمه ال 30 وبعد عده مضاربات تمكن رومان رينز من إخراج اندرتكير من الحلبة.
في يوم 6 مارس 2017 في عرض الراو كان في الحلبة براون سترومان وكان يتحدث عن رومان رينز ويريد ان ينازله قبل الراسيل مانيا وطلب منه الحضور ولكن ظهر اندرتيكر وما ان دخل الحلبة حتى تراجع سترومان وخرج من الحلبة وهنا وكان الجمهور يهتف باسم أندرتكير وبعدها وبينما كان أندرتكير يخرج من الحلبة ظهر رومان رينز وصعد إلى الحلبة وقال لأندرتكير «هذه حظيرتي الآن» فقام أندرتكير بالنظر إلى شعار الراسيل مانيا 33 الموجود في سقف الحلبة وغضب وعمل حركة الشوك سلام على رينز وغادر الحلبة.
في يوم 20 مارس 2017 في عرض الراو كان رومان رينز يصارع بروان سترومان وبعد ان اشتد القتال بينهما واستعد رومان لتنفيذ ضربة الرمح إلى بروان دقت اجراس اندرتكير وانطفات الاضواء واشتعلت من جديد وظهر اندرتيكر وسط الحلبة وكان ينظر في وجهه رومان رينز وبعدها قام بعمل حركة الشوك سلام على بروان وبعد ان انتهى من الحركة استغل رومان الموقف ونفذ حركة الرمح على اندرتكير وغادر الحلبة بعدها.
في يوم 27 مارس 2017 أي في عرض الراو التالي كان رومان رينز وكان يتحدث انه حان وقته ولا يهتم أي أحد مثل لسنر أو جولدبيرج أو سينا أو حتى اندرتيكر وقال ان هذه الحلبة هي حظيرته واما ان انتهى من جملته حتى دقت اجراس اندرتكير وظهرت في شاشة العرض اندرتكير يحفر قبر ومكتوب عليه رومان رينز 2 أبريل 2017 وكان ذلك التاريخ هو تاريخ الراسيل مانيا 33 وكان يتحدث عن نهاية رومان رينز وما ان انتهى الشريط من العرض حتى دقت الاجراس مره أخرى وانطفات الاضواء واشتعلت من جديد وظهر هذا الاخير وسط الحلبة وقال لرومان «مثلما قلت لك في الراسيل مانيا أنت سوف ترقد في سلام» ورفع يديه للاعلى وسمع صوت البرق والرعد وبعدها بدا تيكر بخفض يديه تدريجيا وكان الضوء يقلل تدريجيا على ان أصبح المكان مظلم.
- مواجهة رومان رينز في رسلمينيا 33

في يوم 2 أبريل 2017 وتحديدا مهرجان الراسيل مانيا تواجهه المصارعان ولكن هذه قام اندرتيكر بنزع قبعته قبل ان ينزع البالطور تبعه وهذه المرة الأولى التي يفعلها في الراسيل مانيا (في العادة ينزع البالطور ثم القبعة) بدا المبارة وكان تيكر متقدما على رينز وفي منتصف القتال قام تيكر بعمل الشوك سلام لرومان على طاولة التعليق وحرك يده تحت رقبته في اشاره له بعمل حركة شاهد القبر ولكن قام رينز بعمل حركة الرمح على تيكر وبعدا ان عادا إلى الحركة قام تيكر بعمل حركة الراكب الاخير عندما كان رينز في ركن الحلبة بعدها قام تيكر باخذ كرسي حديد بجانب طاولة المعلقين في محاولة منه للفوز على خصمه وضرب رينز عده ضربات بالكرسي وبعدها كاد ان ينفذ حركة الشوك سلام ولكن هذا الاخير خرج من الحلبة متفاديا الضربة وما ان عاد حتى حاول رومان تنفيذ حركة سوبر بنش ولكن عاجله تيكر بشوك سلام وبعدها عمل حركة شاهد القبر وعد الحكم واحد اثنان ولكن تحرك رينز وحاول تيكر تنفيذ حركة شاهد القبر مره ثانية ولكن عاجله رينز بسوبر بنش بعدها قام رينز بعمل حركة الرمح وجاء لكي يثبت تيكر ولكن قلب تيكر الحركة وقال بعمل حركة بوابة الجحيم ولقد افلت منها رينز وبعدها أخذ رينز الكرسي الحديدي وقام بضرب تيكر عده ضربات وعمل له بعدها حركة الرمح وثبته لكن تحرك تيكر وهنا قام رينز بعمل حركة الرمح مره أخرى وبعدها فاز على تيكر وكان رصيد تيكر هذه المرة 23–2 في مهرجانات الراسيل مانيا وتعتبر هذه ثاني خسارة له في الراسيل مانيا بعد ان هزم امام لسنر في مهرجان الراسيل مانيا 30 عام 2014.

### عودة الرجل الميت (2018)
- راو 25 سنة

في يوم 22 يناير 2018 ظهر تيكر في حلقة الراو الخاصة بمناسبة مرور 25 عاماً على بداية عرض الراو منذ 11 يناير 1993 ولقد عاد بعد غياب 9 أشهر منذ هزيمته على يد رومان رينز في راسلمينيا 33 وتحدث أندرتيكر عن سلسلة انتصاراته على كبار المصارعين، وبدا أنه يوجِّه رسالة تهديد إلى شخص ما لم يذكر اسمه.
- مواجهة جون سينا في رسلمينيا 34

في يوم 8 أبريل 2018 أي في عرض راسلمينيا 34 عاد تيكر وهزم جون سينا في خلال دقيقتين ونصف تقريبا.
- مواجهة روسيف في أعظم رويال رامبل في جدة

أعلنت دبليو دبليو إي باقامة مباراة بين أندرتيكر وروسيف في 27 أبريل 2018 في أعظم رويال رامبل وتكون مباراة التابوت.
في 27 أبريل 2018 تحديدا لعرض أعظم رويال رامبل دخل روسيف وصديقه أيدين إنغليش ودخل أيضا أندرتيكر وتواجها كلا من مصارعين وكانت بداية صعبة لاندرتيكر وبعدها اراد تيكر ان ينهي مشكلة ولكن تدخل أيدين إنغليش وفي اخير قام اندريكر بضرب روسيف بحركة شوك سلام وو ضرب أيضا أيدين إنغليش بحركة شوك سلام وحركة شاهد القبر وادخلهم كلاهم إلى التابوت وقام باغلاقه لتنتهي مباراة بفوز اندرتيكر وغادر اندرتيكر بطريقته معتادة.

### الإعتزال (2020)
في 21 يونيو 2020، كجزء من الحلقة الأخيرة من Undertaker: The Last Ride سلسلة وثائقية تم إنتاجها بالتعاون مع Calaway على شبكة WWE ، أعلن أندرتيكر اعتزاله من المصارعة المهنية ، مشيرًا إلى أنه بعد 30 عامًا في هذه الصناعة، لم يتبق شيء له ليثبته ولم تكن لديه الرغبة في الدخول إلى الحلبة مرة أخرى. إلا أنه لم يستبعد إمكانية العودة في المستقبل.

## مباريات أندرتيكر في رسلمينيا
| الخصم                | راسلمينيا | السنة | الرقم القياسي | ملاحظات |
| -------------------- | --------- | ----- | ------------- | --- |
| سوبر فلاي جيمي سنوكا | 7         | 1991  | 1–0           | |
| جيك ذا سنيك روبرتس   | 8         | 1992  | 2–0           | |
| جاينت جونزاليس       | 9         | 1993  | 3–0           | فاز بالـD.Q |
| كينغ كونغ بوندي      | 11        | 1995  | 4–0           | |
| كيفن ناش             | 12        | 1996  | 5–0           | |
| سايكو سيد            | 13        | 1997  | 6–0           | مباراة على حزام الـWWF، من نوع No Dq |
| كين                  | 14        | 1998  | 7–0           | |
| بيج بوس مان          | 15        | 1999  | 8–0           | مباراة من نوع الجحيم في الزنزانة"Hell in a Cell" |
| تربل اتش             | 17        | 2001  | 9–0           | |
| ريك فلير             | 18        | 2002  | 10–0          | مباراة من نوع No Dq |
| بيج شو وA            | 19        | 2003  | 11–0          | مباراة هانيكاب "اي 2 ضد 1" |
| كين                  | 20        | 2004  | 12–0          | |
| راندي اورتن          | 21        | 2005  | 13–0          | |
| مارك هينري           | 22        | 2006  | 14–0          | مباراة من نوع التابوت |
| باتيستا              | 23        | 2007  | 15–0          | مباراة على حزام العالم للوزن الثقيل |
| ايدج                 | 24        | 2008  | 16–0          | مباراة على حزام العالم للوزن الثقيل |
| شون مايكل            | 25        | 2009  | 17–0          | |
| شون مايكل            | 26        | 2010  | 18–0          | فوز مستحق واعتزال شون مايكل |
| تربل اتش             | 27        | 2011  | 19–0          | اثبت اندر تيكر بانه أسطورة راسل مينيا |
| تربل اتش             | 28        | 2012  | 20–0          | كانت مباراة من نوع Hell in a cell والحكم الخاص كان: شون مايكلز وانتصر اندرتيكر واثبت انه ملك الراسل مينيا بلا منازع |
| سي إم بنك            | 29        | 2013  | 21–0          | كانت مباراة ثأر للاندرتيكر لأن سى ام بانك أهان الراحل بول بيرر حيث أنه سرق جرة الرماد الخاصة بالراحل بول بيرر واستهزاء باندرتيكر وتحداه على أنه سينهي مسيرته التي ظلت بلا خسائر في المهرجان الأكبر راسلمنيا، وانتهت المباراة بفوز أندرتيكر وأخذ أندرتيكر جرة الرماد بعد انتهاء المباراة |
| بروك ليسنر           | 30        | 2014  | 21–1          | استطاع بروك ليسنر إنهاء سلسلة اندرتيكر بنجاح مع انها كانت سنة حماسية بالنسبة للاندرتيكر |
| براي وايت            | 31        | 2015  | 22–1          | سلسلة من التحديات وتقمصات لشخصية اندرتيكر يظهر بها براي وايت معلنا بها عن قدرته واستعداده لمواجهة اندرتيكر في أكثر من عرض وآخرهم فاست لاين الذي لم يتلق وايت اجابة من اندرتيكر حتى انه أحضر الجرة التي تعطي القوة لأندرتيكر ليأتى حينها الجرس معلنا قبوله التحدي في الراسل مينيا 31 وقد فاز أندرتيكر في المواجهة بعد تنفيذ ضربتين شاهد القبر                                                                                     |
| شين مكمان            | 32        | 2016  | 23–1          | مباراة من نوع Hell in a cell حيث شهد العرض مبارة مجنونة ومرعبة استطاع أندرتيكر أن يفوز بالمواجهة ويثبت بأن هذا ليس أخر ظهور له وغادر اندرتيكر الحلبة بطريقته المعتادة |
| رومان رينز           | 33        | 2017  | 23–2          | مباراة فردية ولقد هزم أندرتيكر فيها وكان رصيده في راسلمينيا 2–23. |
| جون سينا             | 34        | 2018  | 24–2          | مباراة فردية بين الظاهرة اندرتيكر وجون سينا دخل جون سينا وأنتظر اندرتيكر يدخل ولكن لم يظهر لتنطفئ الأنوار ويظهر ألايس الذي سخر من جون سينا فقام سينا بمهاجمته وإخراجه، وعند خروجه اغلقت الأنوار وظهر زي الأندرتيكر بالحلبة ثم دقت موسيقى الأندرتيكر الذي دخل الحلبة لمواجهة جون سينا ولقد أنتهت المباراة بفوز الأسطورة ذي اندرتيكر ب مدة لا تتجاوز عن (2:45) د وبذلك يكون رصيد الاندرتيكر بالراسلمينيا ب (24) فوز و (2) خسارتين. |
| إيه جيه ستايلز       | 36        | 2020  | 25–2          | كانت مباراة في المقبرة من نوع دفن حي وانتهت بفوز اندرتيكر بعد دفن ايه جيه ستايلز. |

## إنجازات أندرتيكر في راسلمينيا
- هزم شون مايكلز مرتين (راسلمينيا 25–26) حيث قام بإنهاء مسيرته في (راسلمينيا 26)
- هزم كين مرتين (راسلمينيا 14–20)
- هزم تربل اتش ثلاث مرات (راسلمينيا 17–27–28)
- هزم أعضاء فريق رايتد آر (راندي أورتن–إيدج)
- هزم أعضاء فريق دي أكس (تربل اتش–شون مايكلز)
- هزم أعضاء فريق إيفولوشن (ريك فلير–تربل اتش–راندي أورتن–باتيستا)
- فاز ثلاث مرات في مبارايات من نوع القفص في الجحيم

## الإنجازات
–جوائز سلامي أورود والتقييمات 
- أفضل موسيقى دخول (1997)
- أفضل وشم (1997)
- أفضل لحظة في السنة (2010) ضد شون مايكلز رسلمينيا 26
- أفجع لحظة في السنة (2011) الإفلات من حركة تومبستون من تربل اتش رسلمينيا 27
- الأكثر إخافة (1994)
- أفضل عدواة في السنة (2015) ضد بروك ليسنر
- النجم الأعلى درجة عام (1997)
- أعظم ارتطام في السنة (1996) { امتصاص ديزل إلى الهاوية }
- أفضل عودة في السنة (2015)
- أفضل ضغينة في السنة (1991) ضد أولتيميت واريور
- أفضل ضغينة في السنة (2015) ضد بروك ليسنر
- أفضل مباراة في السنة (1998) ضد مانكايند في القفص
- أفضل مباراة في السنة (2009) ضد شون مايكلز رسلمينيا 25
- أفضل مباراة في السنة (2010) ضد شون مايكلز رسلمينيا 26
- أفضل مباراة في السنة (2012) ضد تربل اتش في القفص رسلمينيا 28
- ترتيب (الثاني) في تقيييم ال 500 مصارع عام 2002
- ترتيب (الواحد والعشرين) في تقيييم ال 500 مصارع عام 2003
- أفضل متلاعب في السنين (1990–1994)
- أفضل بائس (1990)
- أفضل ضغينة في السنة (2007) ضد باتيستا
- الأكثر تقييمًا (2001)
- أسوء ضغينة في السنة (1993) ضد جاينت جونزالس
- أسوء ترتيب لمباراة (2001) مع }كين ضد كرونيك
- أسوء اعتداء مثير للإشمئزاز قي السنة (2005) من قبل فريق [ الإرهابيين ] في تاريخ 2005/07/07 { يوم تفجير لندن الشهير }

## البطولات في الـWWE
- بطولة WCW للفرق (مرة واحدة) كين
- بطولة العالم للوزن الثقيل (3 مرات)
- بطولة WWE (4 مرات)
- بطولة الهاردكور (مرة واحدة)
- بطولة WWE للفرق (6 مرات): ستيف أوستن (مرة)، بيغ شو (مرتان)، ذا روك (مرة واحدة)، كين (مرتان)
- مباراة الرويال رامبل (2007)
- مباراة اليمينيشن تشامبر (2008)

## الألقاب
- الظاهرة
- الإمريكي الشرير
- الشيطان الأحمر
- الرجل الميت
- الشر الكبير
- سيد/أمير الظلام
- شيطان وادي الموت
- ضمير اتحاد WWE
- أسطورة رسلمينيا
- الحانوتي
- ساحر الموت
- حاصد الأرواح
- الأخير الخارج عن القانون

## الحركات القاضية
بوابة الجحيم (hell's gate) من 2008–2020
شاهد القبر (tombstone piledriver) من 1990–2020
إسقاط الخنق (chokeslam) من 1990–2020
الركوب الأخير (last ride) من 2000–2020

## الحركات
- يمرر يده على رقبته إذا أراد تنفيذ حركة شاهد القبر
- يرفع يده إلى الأعلى وكفه مضمومآ إذا أراد تنفيذ حركة الركوب الأخير وإذا خرج منتصرا
- يرفع يده إلى الأعلى وكفه مفتوح إذا أراد تنفيذ حركة إسقاط الخنق
- يجلس على ركبة واحدة إذا انتصر في المباراة وعينيه مرفوعتان ويخرج لسانه
- إذا دخل إلى الحلبة ينزع القبعة ويرفع عينيه إلى الأعلى
- يرفع بؤرتي عينيه للأعلى بحيث تختفي إذا ما انتصر أو وجه تحدي لخصمه
- يرمي خصمه خارج الحلبة ويضرب في الحبال ويقفز عليه إذا نفذ حركة الانتحار
- حركة باور بومب

## مدراء أعماله
- بول بيرر
- برذر لوف
- سارا
- تيدي لونج
- مستر بيرفكت
- فينس مكمان
- بول هيمان
- تيد ديبياسي

## حياته الشخصية
تزوج مارك كالاوي زوجته الأ‌ولى جودي لين في عام 1989 لديهم ابن ولد في عام 1993 الزواج انتهى في عام 1999
تزوج مارك كالاوي زوجته الثانية سارة في سانت بطرسبرغ فلوريدا يوم 21 يوليو 2000 وفي عام 2001 قدمت سارة مباراة متلفزة مع WWF كجزء من العداء بين أندرتيكر ودايمون دالا‌س بيج التي كانت قد اعترفت بأنها زوجة مارك كالاوي ولمارك من ساره ابنتان (تشيسي ولد في 21 نوفمبر 2002) وغراسي (ولد في 15 مايو 2005) اعتبارا من عام 2007 تم الطلا‌ق بينه وبين سارة
وارتبط عاطفيا مع المصارعة السابقة ميشيل ماكول التي تزوجها في 26 يونيو 2010 في هيوستن تكساس في 1 أغسطس 2012 اعلنو بان أصبح للزوجين طفله تدعى (كايا كلاوي التي ولدت في 29 مارس 2012)

## وصلات خارجية
- الاندرتيكر في موقع عالم المصارعة اونلاين
- الاندرتيكر في موقع Wrestling Wikia
- أندرتيكر على موقع IMDb (الإنجليزية)
- أندرتيكر على موقع ميوزك برينز (الإنجليزية)
- أندرتيكر على موقع إن إن دي بي (الإنجليزية)
- أندرتيكر على موقع قاعدة بيانات الفيلم (الإنجليزية)
- أندرتيكر على موقع دبليو دبليو إي (الإنجليزية)
- أندرتيكر على موقع WrestlingData.com (الإنجليزية)
- أندرتيكر على موقع CageMatch worker (الإنجليزية)
- أندرتيكر على موقع قاعدة بيانات المصارعة على الإنترنت (الإنجليزية)
- أندرتيكر على موقع عالم المصارعة على الإنترنت (الإنجليزية)